# Benedikt XVI.

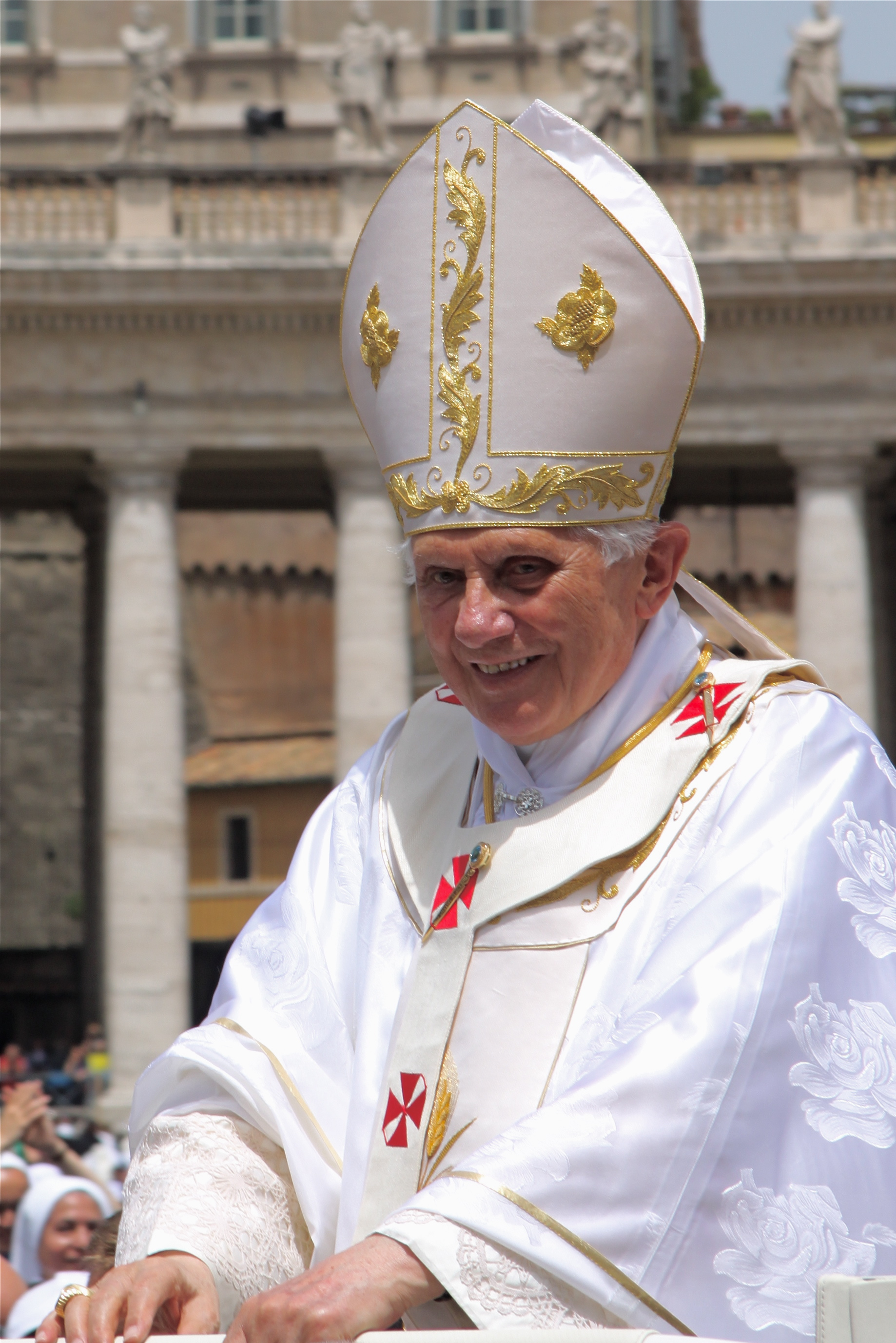
Benedikt XVI. in liturgischer Kleidung (2010)

Benedikt XVI. (lateinisch Benedictus XVI), bürgerlich Joseph Alois Ratzinger (* 16. April 1927 in Marktl; † 31. Dezember 2022 in der Vatikanstadt), war von seiner Wahl am 19. April 2005 bis zu seinem Amtsverzicht am 28. Februar 2013 der 265. Bischof von Rom und damit Papst, Oberhaupt der römisch-katholischen Kirche sowie Staatsoberhaupt der Vatikanstadt. Außerdem war er Theologe, Hochschullehrer und römisch-katholischer Geistlicher. Er gilt als einer der deutschen Päpste und war nach Gregor V. (996–999), Damasus II. (1048) und Viktor II. (1055–1057) der vierte Nachfolger Petri aus Bayern. Benedikt XVI. war einer der wenigen Pontifizes, die von ihrem Amt zurücktraten, und erst der Dritte nach Coelestin V. und Gregor XII., der dies freiwillig tat.
Joseph Ratzinger gilt als wichtiger Theologe des 20. und 21. Jahrhunderts und hatte bereits während des Pontifikats Johannes Pauls II. erheblichen Einfluss auf die Kirchenpolitik. 1951 in seiner Heimat Bayern zum Priester geweiht, schlug er eine akademische Laufbahn ein und etablierte sich Ende der 1950er Jahre als hoch angesehener Theologe. Seinen Schriften lagen im Allgemeinen traditionelle katholische Lehren und Werte zugrunde. Beim Zweiten Vatikanischen Konzil wirkte er als theologischer Berater des Kölner Erzbischofs Josef Frings mit, der Mitglied des zehnköpfigen Präsidiums des Konzils war. Ursprünglich liberaler Theologe, vertrat er nach 1968 konservative Ansichten. Nach einer langen Tätigkeit als Theologieprofessor für katholische Dogmatik und Dogmengeschichte an mehreren deutschen Universitäten wurde er 1977 von Papst Paul VI. zum Erzbischof von München und Freising und zum Kardinal ernannt, eine zu jener Zeit ungewöhnliche Beförderung für jemanden mit wenig pastoraler Erfahrung. 1982 wurde er Kardinalpräfekt der Kongregation für die Glaubenslehre, eines der wichtigsten Dikasterien der Römischen Kurie. Er galt als einer der einflussreichsten Kardinäle und in theologischen und kirchenpolitischen Fragen als rechte Hand seines Vorgängers Johannes Paul II. und wurde spätestens ab Mitte der 1980er Jahre als eine der führenden intellektuellen Kräfte in der Kirche wahrgenommen. Von 2002 bis zu seiner Wahl zum Papst war er auch Dekan des Kardinalskollegiums.
Im Konklave am 18. und 19. April 2005 wurde Joseph Ratzinger zum Papst gewählt und nahm den Namen Benedikt XVI. an. Während seiner Amtszeit setzte er sich für eine Rückbesinnung auf christliche Grundwerte ein, um der zunehmenden Säkularisierung vieler westlicher Länder entgegenzuwirken. Er betrachtete die Leugnung der Objektivität durch den Relativismus und insbesondere die Leugnung moralischer Wahrheiten als das zentrale Problem des 21. Jahrhunderts. Er unternahm eine Pilgerfahrt nach Polen, wo er am 28. Mai 2006 auch die Gedenkstätte Auschwitz-Birkenau besuchte. Benedikt belebte auch eine Reihe von Traditionen wieder, darunter die Erhebung der tridentinischen Messe zu einer prominenteren Position. Er stärkte die Beziehung zwischen der katholischen Kirche und der Kunst, förderte den Gebrauch des Lateins und führte traditionelle päpstliche Gewänder wieder ein.
Sein Umgang mit Fällen sexuellen Missbrauchs in der römisch-katholischen Kirche in seinen Amtsstationen ist umstritten. Ihm wird vorgeworfen, den sexuellen Missbrauch von Kindern vertuscht und die Interessen von Opfern ignoriert zu haben. In den späteren Jahren seiner Amtszeit als Präfekt der Glaubenskongregation und als Papst verschärfte er die Maßnahmen; so wurden die Meldepflicht an die Glaubenskongregation geschärft, die Verjährungsfristen angehoben und mehrere Hundert Täter aus dem Priesterstand entlassen.
Benedikt XVI. kündigte am 11. Februar 2013 vor den Kardinälen überraschend seinen Rücktritt zum 28. Februar 2013 an, den er mit seinem fortgeschrittenen Alter begründete. Sein Nachfolger als Kirchenoberhaupt wurde Papst Franziskus am 13. März 2013. Benedikt XVI. zog als emeritierter Papst am 2. Mai 2013 in das Vatikankloster Mater Ecclesiae, wo er, von gelegentlichen Auftritten mit seinem Nachfolger abgesehen, zurückgezogen lebte. Benedikt XVI. war Mitglied mehrerer wissenschaftlicher Akademien.

## Leben

### Jugend und Studium

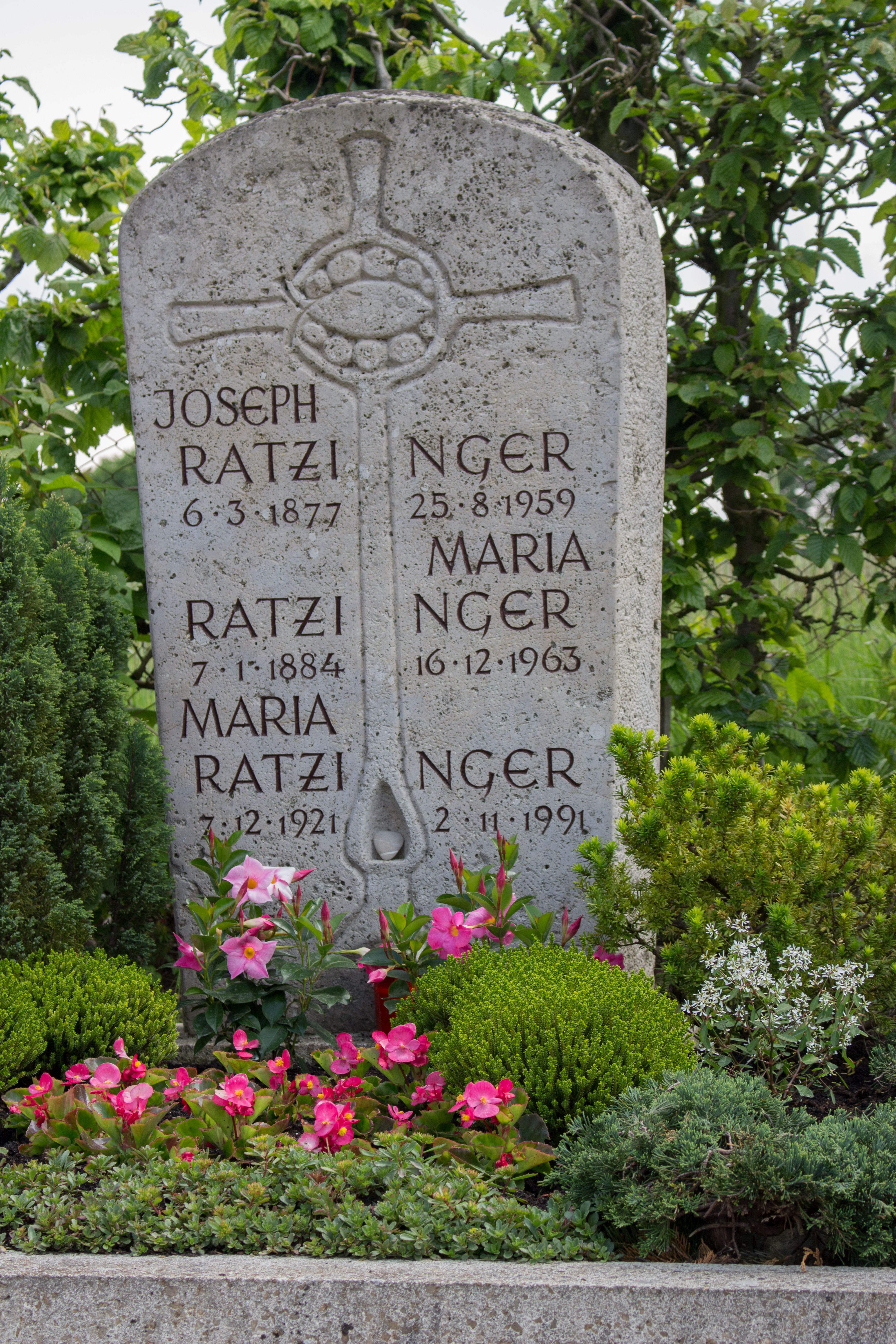
Grab der Eltern des Papstes und seiner Schwester Maria Ratzinger auf dem Ziegetsdorfer Friedhof im Stadtbezirk Kumpfmühl-Ziegetsdorf-Neuprüll von Regensburg

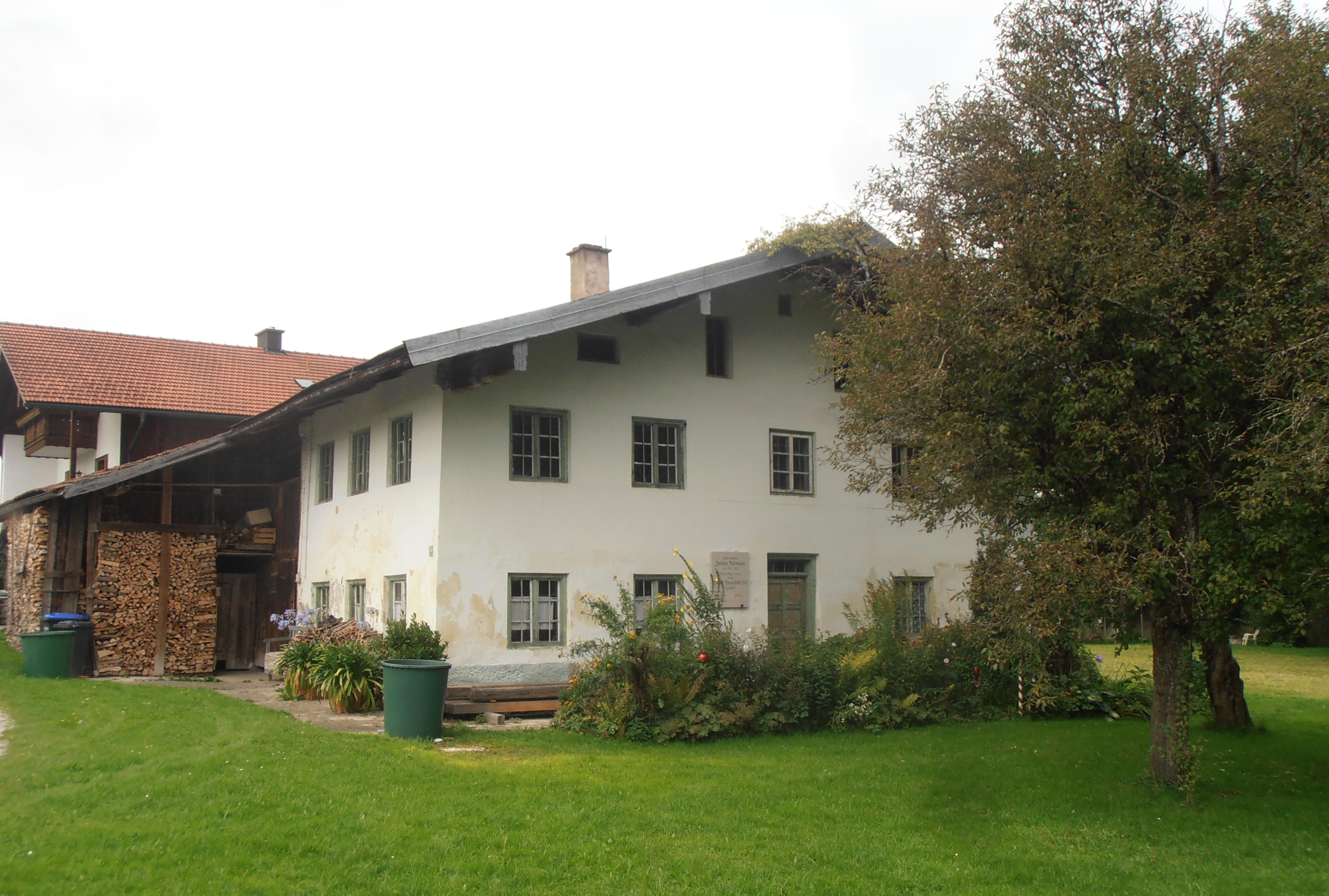
Ratzingers Elternhaus in Hufschlag (2014)

Joseph Ratzinger wurde am Karsamstag 1927 um 4:15 Uhr als Sohn des Gendarmeriemeisters Joseph Ratzinger (1877–1959) und seiner Ehefrau Maria Ratzinger (1884–1963) geboren und bereits um 8:30 Uhr in der Pfarrkirche St. Oswald in Marktl auf den Namen Joseph Aloisius Ratzinger getauft.
Er hatte zwei ältere Geschwister, Maria (1921–1991) und Georg (1924–2020), der ebenfalls Priester und später Kirchenmusiker wurde. Ein Großonkel war der Priester, Landtags- und Reichstagsabgeordnete und Schriftsteller Georg Ratzinger.
Wegen Versetzungen des Vaters zog die Familie im Juli 1929 nach Tittmoning an der Salzach und im Dezember 1932 nach Aschau am Inn, wo Joseph seine Grundschulzeit verbrachte. Nach der Pensionierung des Vaters wohnte sie ab April 1937 in Hufschlag bei Traunstein. Hier sei, so Ratzinger, die eigentliche Heimat der Familie gewesen, da der Vater während seiner gesamten Dienstzeit als Gendarm beruflich flexibel sein musste. Schon als Kind wurde Joseph Ratzinger Ministrant. Trotz der finanziellen Belastung schickten die Eltern nach seinem Bruder Georg auch Joseph Ratzinger auf das erzbischöfliche Studienseminar St. Michael in Traunstein, in das er am 16. April 1939 eintrat. Er besuchte dort das heutige Chiemgau-Gymnasium, wo er durch seine besonderen Leistungen in geisteswissenschaftlichen Fächern auffiel.
Nachdem sich Josef Ratzinger noch dem Dienst im Jungvolk entziehen konnte, wurde er gemäß der am 25. März 1939 gesetzlich verordneten Jugenddienstpflicht im April 1941 mit 14 Jahren in die Hitlerjugend aufgenommen. Er berichtete später davon, dass in diesem Jahr ein gleich alter Cousin mit Down-Syndrom den „Therapie“-Morden zum Opfer fiel.
Im Alter von 16 Jahren wurde Joseph Ratzinger am 2. August 1943 zusammen mit den anderen Seminaristen aus Traunstein als Luftwaffenhelfer nach München geschickt, zunächst zu einer Flakbatterie nach Unterföhring, dann zum Schutz der BMW-Fabrik Allach nach Ludwigsfeld im Norden Münchens. Später wurde seine Batterie nach Gilching verlegt, wo er nur noch Dienst in der Telefonvermittlung leisten musste und 1944 einen direkten Angriff auf die Batterie überlebte. Während dieser Zeit besuchte Ratzinger das Maximiliansgymnasium München. Auf die Frage eines Vorgesetzten nach seinem Berufsziel gab er schon damals das Priesteramt an. Nach zwei Monaten Reichsarbeitsdienst im österreichischen Burgenland, wo er unter anderem bei der Errichtung des sogenannten Südostwalls für den Bau von Panzersperren eingesetzt war, wurde Ratzinger am 13. Dezember 1944 zur Wehrmacht eingezogen. Seine Grundausbildung leistete er in der Traunsteiner Infanterie-Kaserne ab. Nach dem Tod Hitlers verließ Ratzinger Anfang Mai 1945 eigenmächtig die Kaserne und kehrte nach Hufschlag zurück. Kurzzeitig kam er in amerikanische Kriegsgefangenschaft in das Lager PWTE 314 in Neu-Ulm, aus dem er am 19. Juni 1945 entlassen wurde. Danach besuchte er noch einmal das Gymnasium in Traunstein und legte die Reifeprüfung ab.
Von 1946 bis 1951 studierte Ratzinger katholische Theologie und Philosophie, zunächst an der Philosophisch-theologischen Hochschule Freising und ab 1. September 1947 an der wieder eröffneten Universität in München. Anschließend war er Seminarist am Herzoglichen Georgianum der Ludwig-Maximilians-Universität München. In Freising trat er der katholischen Studentenverbindung K.St.V. Lichtenstein-Hohenheim zu Freising-Weihenstephan im KV bei. Er war Mitstifter der KAV Capitolina Rom, einer 1986 in Rom gegründeten nichtschlagenden katholischen Studentenverbindung und Mitglied im Cartellverband der katholischen deutschen Studentenverbindungen (CV).
Nach eigener Auskunft wurde der nach Abkehr von der Dominanz des Neukantianismus suchende Student insbesondere durch Werke von Gertrud von le Fort, Ernst Wiechert, Fjodor Dostojewski, Elisabeth Langgässer, Theodor Steinbüchel, Martin Heidegger und Karl Jaspers beeinflusst. Als Schlüssellektüre bezeichnete er Steinbüchels Der Umbruch des Denkens. Zum Abschluss seines Studiums sah er sich eher zum tatkräftigen Augustinus, einem der älteren Kirchenväter, als zu Thomas von Aquin hingezogen; bei den Scholastikern interessierte er sich für den heiligen Johannes Bonaventura. Als besonders prägende Professoren in München nannte Ratzinger in erster Linie Gottlieb Söhngen, daneben Richard Egenter, Friedrich Wilhelm Maier, Friedrich Stummer, Joseph Pascher und Franz Xaver Seppelt.

### Gemeindearbeit und akademische Laufbahn
Die niederen Weihen (Ostiariat, Lektorat, Exorzistat und Akolythat) empfing Ratzinger am 8. und 9. Mai 1948 in der Kirche Verklärung Christi im Schloss Fürstenried durch Michael Kardinal von Faulhaber. Weihbischof Johannes Neuhäusler weihte ihn am 28. und 29. Oktober 1950 im Freisinger Dom zum Subdiakon und Diakon. Ebendort empfingen Joseph Ratzinger und sein Bruder Georg am 29. Juni 1951 durch Kardinal Faulhaber die Priesterweihe. Zusammen feierten die beiden ihre Primiz am 8. Juli 1951 in der Stadtpfarrkirche St. Oswald in Traunstein und ihre Nachprimiz am 30. Juli 1951 in Rimsting, dem Heimatort der Mutter. Ab August 1951 wirkte Joseph Ratzinger als Kaplan in der Pfarrei St. Martin im Münchener Stadtteil Moosach (bis September 1951 als Krankheitsvertretung für Stadtpfarrer Joseph Knogler), dann ein Jahr in der Pfarrei Heilig Blut im Stadtteil Bogenhausen. In der dortigen Gebeleschule unterrichtete er im Schuljahr 1951/1952 katholische Religionslehre. Zum 1. Oktober 1952 wurde er als Dozent an das Freisinger Priesterseminar berufen.
Im Juli 1953 wurde Ratzinger zum Doktor der Theologie promoviert. Seine Dissertation Volk und Haus Gottes in Augustins Lehre von der Kirche erhielt das Prädikat summa cum laude.
Im Frühjahr 1956 legte er an der Ludwig-Maximilians-Universität München bei Gottlieb Söhngen im Fach Fundamentaltheologie eine 700 seitige Habilitationsschrift vor über Die Geschichtstheologie des hl. Bonaventura. Der hoch angesehene Dogmatiker Michael Schmaus sah als Zweitgutachter erhebliche Mängel in der Arbeit. Sie wurde nicht abgelehnt, sondern zur Verbesserung zurückgegeben, denn Schmaus wollte dem jungen Theologen nicht den Weg verbauen. Dieser Sachverhalt steht im Gegensatz zu Ratzingers Schilderung „Drama der Habilitation“ in seiner Autobiografie Aus meinem Leben, wonach ein missgünstiger Professor ihn fast die Karriere gekostet hätte. Da Schmaus den letzten Teil der Schrift über die Geschichtstheologie Bonaventuras nicht beanstandete, legte Ratzinger im Oktober 1956 diesen als neues Werk vor. Schmaus bewertete das als ein eigenständiges neues Werk und als „eine ausgereifte Untersuchung“. Die von Schmaus beanstandeten und nicht wieder eingereichten Teile der Habilitationsschrift wurden erst im Jahr 2009 veröffentlicht. Seinen Habilitationsvortrag zum Thema Die Einheit zwischen fundamentaltheologischer und dogmatischer Betrachtungsweise der Kirche hielt er am 21. Februar 1957.
1958 trat der damals 31-Jährige eine Professur für Dogmatik und Fundamentaltheologie an der Philosophisch-Theologischen Hochschule Freising an. 1959 wurde er an die Rheinische Friedrich-Wilhelms-Universität Bonn auf den Lehrstuhl für Fundamentaltheologie berufen. Seine Antrittsvorlesung hielt er am 24. Juni 1959 über das Thema Der Gott des Glaubens und der Gott der Philosophen. Nach einem kurzen Aufenthalt im Theologenkonvikt Collegium Albertinum wohnte er in seiner Bonner Zeit in Bad Godesberg; seine Schwester Maria führte ihm den Haushalt. Im Jahr 1963 wurde er an das Seminar für Dogmatik und Dogmengeschichte der katholisch-theologischen Fakultät an der Westfälischen Wilhelms-Universität Münster berufen. Seine Antrittsvorlesung Offenbarung und Überlieferung hielt er am 27. Juni 1963 in einem Hörsaal im Fürstenberghaus am Domplatz.
1966 erhielt Ratzinger auf Empfehlung von Hans Küng einen Lehrstuhl für Katholische Dogmatik an der Katholisch-Theologischen Fakultät der Eberhard-Karls-Universität Tübingen. Seine Antrittsvorlesung hielt er dort am 19. Januar 1967. Aus Vorlesungen aus dieser Zeit für die Hörer aller Fakultäten entstand sein 1968 veröffentlichtes Buch Einführung in das Christentum.
Unmittelbar betroffen von den Tübinger Studentenprotesten der ausgehenden 1960er-Jahre, nahm er 1969 den Ruf an die Fakultät für Katholische Theologie der Universität Regensburg für Dogmatik und Dogmengeschichte an. In Sommerkursen unterrichtete Ratzinger als Dogmatiker gemeinsam mit dem Neutestamentler Heinrich Schlier Studentengruppen in einem Bauernhaus in Bierbronnen, das Alma von Stockhausen zur Verfügung stellte. (Als von Stockhausen 1988 die staatlich anerkannte Gustav-Siewerth-Akademie gründete, unterstützte Ratzinger, mittlerweile Präfekt der Glaubenskongregation, dieses Projekt.) 1976 wurde er Vizepräsident der Universität und Päpstlicher Ehrenprälat. In Pentling nahe Regensburg bewohnte er ab 1970 ein eigenes Haus, bis er 1977 zum Erzbischof von München ernannt wurde, geweiht am 28. Mai 1977. Er behielt das Haus; es blieb auch nach seiner Wahl zum Papst 2005 seine gemeldete Adresse in Deutschland. Ab seiner Berufung zum Erzbischof war er Honorarprofessor in Regensburg.
Joseph Ratzinger gehörte dem Ökumenischen Arbeitskreis evangelischer und katholischer Theologen an. Ab 1964 war er dessen ordentliches Mitglied, ab seiner Ernennung zum Präfekten der Glaubenskongregation 1981 nur noch korrespondierendes. Die Mitgliedschaft endete mit seiner Wahl zum Papst (2005).
Ratzinger, der sich eingehend mit der Eschatologie und hier mit Schriften von Kirchenschriftstellern wie Origenes beschäftigte, den er wiederholt in seinen Werken zitierte, wurde in der Öffentlichkeit zunehmend als ein Theologe wahrgenommen, der bei großer persönlicher Bescheidenheit beharrlich das Ziel verfolgte, die christliche Botschaft vor Beliebigkeit und Gefährdung des Glaubens zu bewahren. Dies und seine herausragende theologische Begabung wurden als die Gründe für seine spätere Ernennung zum Präfekten der Kongregation für die Glaubenslehre genannt.
Joseph Ratzinger hat keine theologische Schule begründet. Nach dem Ende seiner Hochschulkarriere, auch noch als Papst Benedikt XVI., traf er sich regelmäßig mit seinen Schülern, die sich als Schülerkreis Joseph Ratzinger zusammengeschlossen hatten.
Benedikt XVI. beherrschte mehrere Sprachen. Neben seiner Muttersprache Deutsch verfügte er über Kenntnisse in Französisch, Italienisch, Englisch und Spanisch. Er konnte sich auch in Portugiesisch und Latein ausdrücken und biblisches Hebräisch und Altgriechisch lesen.

### Zweites Vatikanisches Konzil
Eine von Ratzinger verfasste Rede, die der Kölner Erzbischof Kardinal Frings in der Vorbereitungsphase zum Zweiten Vatikanischen Konzil (1962–1965) 1961 in Genua hielt, richtete sich gegen die neoscholastische Erstarrung Roms und gegen Missstände im Heiligen Offizium. Johannes XXIII. lobte Frings – wider Erwarten und unter vier Augen – für diese Rede sehr. Dies ermutigte Frings, der Mitglied des zehnköpfigen Konzilspräsidiums war, Ratzinger während des Vatikanums als seinen Berater und Redenschreiber hinzuzuziehen. Ein Referat Ratzingers, gehalten am Abend vor Konzilsbeginn zum von der vorbereitenden Konzilskommission vorgelegten Schema De fontibus revelationis, trug dazu bei, dass dieses Schema verworfen und schließlich die Konstitution Dei verbum erarbeitet wurde. In der Kommission zur Erarbeitung der Konstitution wirkte Ratzinger mit. 1963 wurde er von Papst Paul VI. zum Konzilstheologen (Peritus) ernannt. Insbesondere zur Besetzung von Kommissionen oder zum Kurientext über die Offenbarung vertrat er eine reformfreudige Auffassung. Mit Karl Rahner und Gustave Martelet verfasste er für die Dogmatische Konstitution Lumen gentium Textentwürfe zur Kollegialität von Papst und Bischöfen und zum Ständigen Diakonat. Daraufhin wurden die drei von Kardinal Alfredo Ottaviani scharf angegriffen.
Zusammen mit Walter Kasper, Karl Lehmann, Karl Rahner und anderen plädierte er im Februar 1970 mit dem Memorandum zur Zölibatsdikussion für eine eindringliche Überprüfung und differenziertere Betrachtung des Zölibatsgesetzes der lateinischen Kirche.

### Erzbischof von München und Freising

Ratzingers Wappen als Kardinal

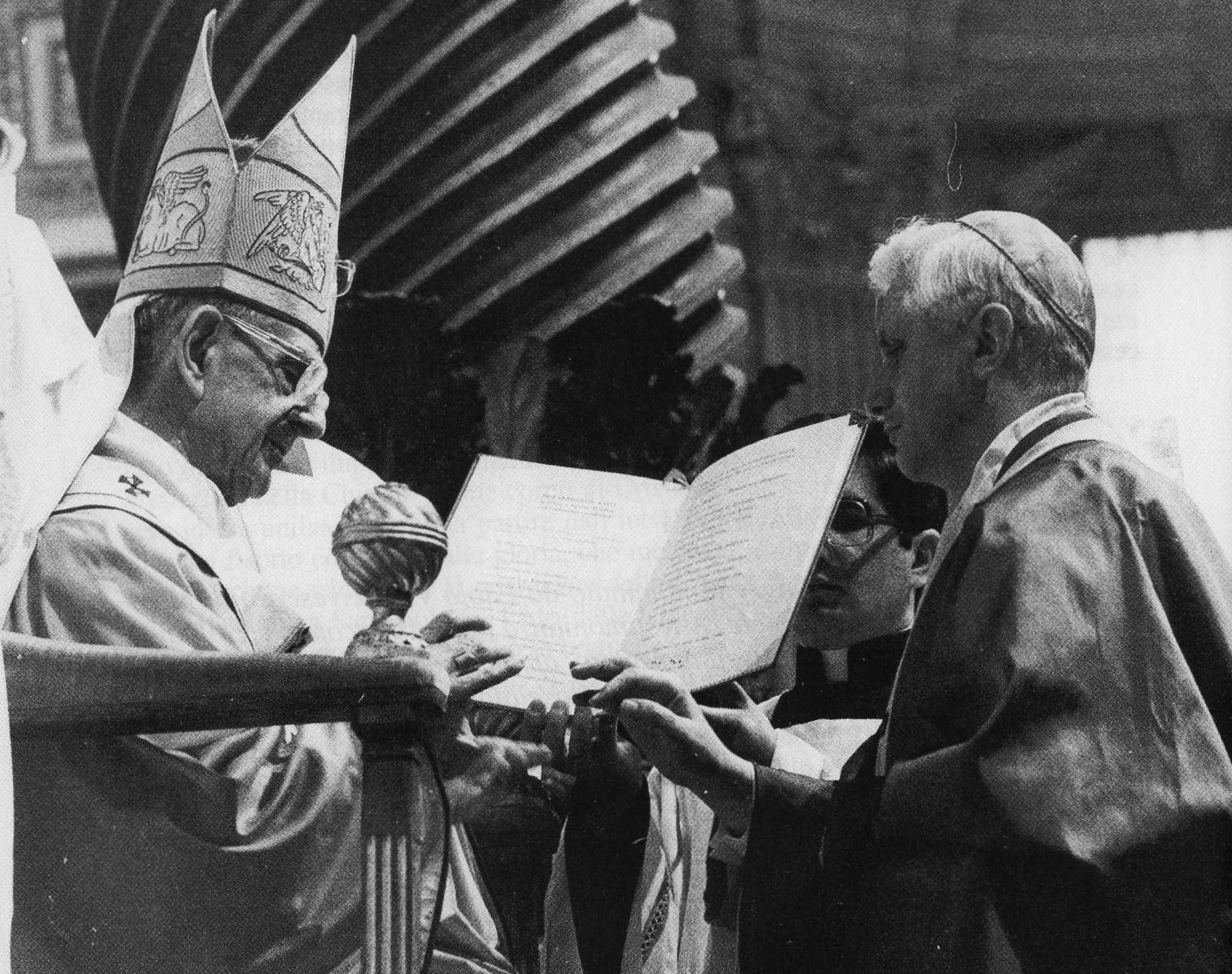
Papst Paul VI. ernennt Joseph Ratzinger zum Kardinal (1977)

#### Überblick

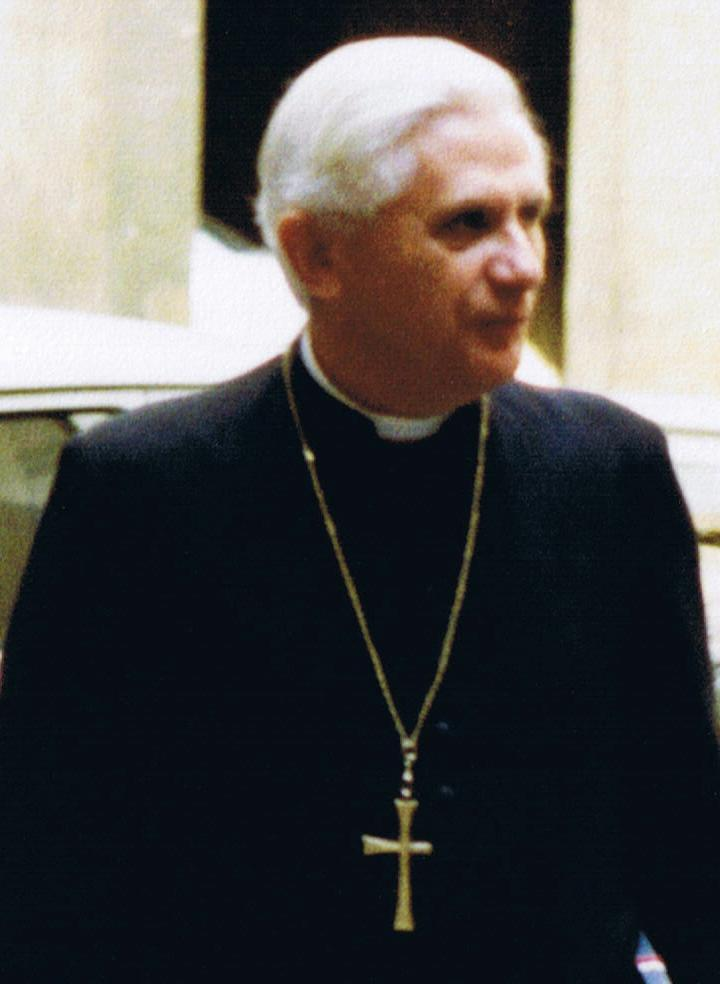
Joseph Ratzinger als Präfekt der Glaubenskongregation (1988)

Am 25. März 1977 ernannte Papst Paul VI. Joseph Ratzinger zum Erzbischof von München und Freising als Nachfolger des verstorbenen Julius Kardinal Döpfner. Nach Exerzitien in der Erzabtei Beuron empfing er am 28. Mai 1977 durch den Bischof von Würzburg, Josef Stangl, im Münchner Dom zu Unserer Lieben Frau die Bischofsweihe; Mitkonsekratoren waren der Bischof von Regensburg, Rudolf Graber, sowie der Weihbischof in München und Freising, Ernst Tewes. Ratzingers Wahlspruch als Bischof Cooperatores veritatis („(Die) Mitarbeiter der Wahrheit“) stammte aus dem 3. Brief des Johannes (3 Joh 8 ).
Bereits einen Monat später wurde er am 27. Juni 1977 als Kardinalpriester mit der Titelkirche Santa Maria Consolatrice al Tiburtino in das Kardinalskollegium aufgenommen. Als neuernannter Kardinal empfing er den polnischen Episkopat in München, darunter auch Karol Wojtyła, den späteren Papst Johannes Paul II., und nahm im Dreipäpstejahr nach dem Tod Pauls VI. am 6. August 1978 am Konklave August 1978 in Rom teil, aus dem Albino Luciani als Papst Johannes Paul I. hervorging, und nach dessen frühem Tod abermals am Konklave Oktober 1978, das Karol Wojtyla zum neuen Pontifex wählte, der sich den Namen Johannes Paul II. gab.

#### Umgang mit Fällen sexuellen Missbrauchs
Die Zeit als Erzbischof nimmt in den meisten biografischen Blicken auf Joseph Ratzinger wegen ihrer Kürze nur einen geringen Platz ein. In den Blick der Öffentlichkeit geriet sie im März 2010 durch die Aufdeckung eines Missbrauchsfalls aus dem Jahre 1980. Damals wurde der Priester Peter Hullermann, der des sexuellen Missbrauchs verdächtigt wurde, auf Bitten des Bistums Essen als Kaplan im Erzbistum München und Freising aufgenommen, da er sich in München einer Therapie wegen sexueller Beziehungen zu Jungen unterziehen sollte. Zu diesem Zweck gewährte man ihm Unterkunft in einem Pfarrhaus. Der damalige Erzbischof [Joseph Ratzinger] war persönlich an diesem Beschluss beteiligt.“
Die Erzdiözese erklärte 2010, der Generalvikar Generalvikar Gruber habe als Personalverantwortlicher den Priester abweichend von diesem Beschluss jedoch „uneingeschränkt zur Seelsorgemithilfe in einer Münchner Pfarrei angewiesen. […] Der wiederholte Einsatz [des Priesters] in der Pfarrseelsorge war ein schwerer Fehler. [Der damalige Generalvikar Gruber] übernimmt für die falschen Entscheidungen die volle Verantwortung“. Der Psychiater des Priesters hatte die Erzdiözese davor gewarnt, den Geistlichen in der Kinder- und Jugendarbeit einzusetzen, dies schriftlich jedoch erst 1985.

##### Münchner Anwaltsgutachten und Stellungnahme Ratzingers
Im Jahr 2019 beauftragte das Erzbistum München und Freising eine Münchner Anwaltskanzlei, potenzielle Fälle aus der Zeit zwischen 1945 und 2019 zu recherchieren. Im Zuge ihrer Recherche gab die Kanzlei dem emeritierten Papst die Gelegenheit, fünf Verdachtsfälle zu kommentieren, die seine Amtszeit betrafen. In ihrem Gutachten gingen die Anwälte auf eine 82-seitige Stellungnahme Ratzingers ein. Sie sahen in vier Verdachtsfällen ein Fehlverhalten des damaligen Erzbischofs Ratzinger, unter anderem im Fall des Priesters Hullermann. Die von Ratzinger 2021 getätigte Aussage, ihm sei mangels Sachkenntnis kein Fehlverhalten vorzuwerfen, sei nicht mit den vorgefundenen Sitzungsprotokollen aus damaliger Zeit in Einklang zu bringen.
Der emeritierte Papst hatte zudem in seiner Stellungnahme eine Teilnahme an einer Sitzung im Januar 1980 bestritten, in der die Aufnahme des Priesters Peter Hullermann entschieden wurde. Die Gutachter waren jedoch von der Teilnahme Ratzingers an dieser Sitzung überzeugt und verwiesen auf das Protokoll dieser Sitzung, in dem auch Äußerungen Ratzingers festgehalten waren. Am 24. Januar 2022 korrigierte Benedikt XVI. in einer Stellungnahme gegenüber KNA seine Angabe vom Dezember 2021 dahin gehend, dass er doch an der Ordinariatssitzung am 15. Januar 1980 teilgenommen habe; die anderslautende Aussage im Dezember 2021 erklärte er als „Folge eines Versehens bei der redaktionellen Bearbeitung seiner Stellungnahme“. Er betonte, in der Sitzung sei laut Aktenlage nicht über einen künftigen „seelsorgerlichen Einsatz“ des Priesters im Erzbistum entschieden worden, sondern über dessen Unterkunft in München während seiner Therapie.
In einem Brief äußerte sich Benedikt am 6. Februar 2022. Darin dankte er als erstes einer Gruppe von Freunden, die für ihn nahezu 8000 Seiten digitale Aktendokumentation und das fast 2000-seitige Gutachten lasen und analysierten und für ihn seine 82-seitige Stellungnahme für die Kanzlei verfassten. In diesem Zusammenhang bedauerte er das dabei geschehene Versehen bezüglich der Ordinariats-Sitzung vom 15. Januar 1980. Er wies an zweiter Stelle den Vorwurf der Lüge zurück; dass ein Fehler ausgenutzt wurde, um an seiner Wahrhaftigkeit zu zweifeln, habe ihn tief getroffen, und er dankte für die vielfältigen Stimmen des Vertrauens und der Ermutigung. Drittens folgte ein allgemein gehaltenes „Wort des Bekenntnisses“, und dann brachte er „seine tiefe Scham, seinen großen Schmerz und seine aufrichtige Bitte um Entschuldigung“ gegenüber allen Opfern sexuellen Missbrauchs zum Ausdruck: „Jeder einzelne Fall eines sexuellen Übergriffs ist furchtbar und nicht wieder gutzumachen.“
Ein mutmaßliches Opfer reichte 2022 bei dem Landgericht Traunstein eine Zivilklage gegen den mutmaßlichen Täter sowie Ratzinger, das Erzbistum München und Freising und den ehemaligen Erzbischof Kardinal Friedrich Wetter ein. Seit Ratzingers Tod am 31. Dezember 2022 ruht der Prozess bis die Erbfolge Ratzingers geklärt und seine Erben ermittelt sind. (Stand 2023)

##### Reaktionen
Zur Frage der Glaubwürdigkeit der Aussage Ratzingers, er habe nicht an der betreffenden Sitzung teilgenommen, erklärte der Münsteraner Kirchenrechtler Thomas Schüller: „Ja, er [Ratzinger] hat eindeutig gelogen, weil das [Sitzungs-]Protokoll Dinge referiert, die nur er wissen kann […].“
Der Vorsitzende der Deutschen Bischofskonferenz, Georg Bätzing, forderte von dem emeritierten Papst eine Entschuldigung für sein Fehlverhalten. Benedikt XVI. müsse sich äußern und sich über seine Berater hinwegsetzen und im Grunde den schlichten, einfachen Satz sagen: „Ich habe Schuld auf mich geladen, ich habe Fehler gemacht, ich bitte die Betroffenen um Verzeihung.“.
Kommentatoren überregionaler Medien, wie Georg Löwisch (Zeit Online), Daniel Deckers (Frankfurter Allgemeine Zeitung) und Jürgen Erbacher (ZDF heute) stellten fest, Benedikt vermeide es, persönlich Verantwortung in konkreten Fällen zu übernehmen. Sein Beraterteam argumentiere, wer nichts wusste, trage keine Verantwortung. Hingegen nannte der theologische Leiter des Geburtshauses in Marktl, Franz Haringer, Benedikts Schreiben „menschlich und geistlich tief bewegend“. Am 9. Februar 2022 äußerte sich der Privatsekretär Georg Gänswein zur Kritik am Papst. Er sehe eine Verschwörung durch eine nicht näher genannte Strömung, die die aktuellen Vorwürfe dazu nutzen könnte, um das Werk Benedikts und dessen Andenken zu zerstören. „Es bleibt der Fakt, dass ein Fehler und eine Lüge zwei unterschiedliche Dinge sind.“ Der Jesuit Hans Zollner, Experte für Prävention sexualisierter Gewalt und Mitglied der Päpstlichen Kommission für den Schutz von Minderjährigen, kritisierte, dass Benedikt sich als erstes bei seinen Freunden bedankte und erst nachrangig zu den Betroffenen käme; er würde in einem großen theologischen Rahmen über Schuld und Vergebung argumentieren, ohne auf Einzelheiten einzugehen.
Der Ratzinger-Biograph Andreas Englisch schrieb, das Ansehen Benedikts sei durch dieses Gutachten dauerhaft beschädigt und seine Chance auf eine Heiligsprechung (die sein Amtsvorgänger Johannes Paul II. 2014 erhielt) sei zunichtegemacht. Die feministische Reforminitiative Maria 2.0 forderte von Ratzinger deutliche Konsequenzen zum Missbrauchsgutachten: „Wir erwarten, dass Joseph Ratzinger in Anbetracht dessen auf die Verwendung seines päpstlichen Namens sowie seiner damit verbundenen Titel und Insignien verzichtet.“ Die Theologin Doris Reisinger konstatierte ein Ende des „Mythos vom Chefaufklärer“ Ratzinger: „Der Hammer dieses Gutachtens ist: Wir wissen jetzt, dass Ratzinger bereit ist, öffentlich zu lügen, um sich seiner Verantwortung zu entledigen.“ […]. „Wie dreist oder wie verzweifelt muss man sein, um so etwas zu tun?“ Sie forderte juristische und politische Konsequenzen: „Werden Politik und Justiz die Samthandschuhe fallen lassen, mit denen sie die Kirche allzu lange angefasst haben?“
Der emeritierte Kurienkardinal und „engste Vertraute“ Ratzingers Gerhard Ludwig Müller erklärte, er habe das Gutachten zwar nicht gelesen, aber für ihn sei klar, dass der damalige „Erzbischof Ratzinger nicht wissentlich etwas falsch gemacht“ habe; seinerzeit habe niemand gewusst, welche Reaktion auf Missbrauchsvorwürfe angemessen gewesen wäre. Die Kritik an Ratzinger komme daher, dass man in Deutschland und anderen Staaten „daran interessiert [sei], Joseph Ratzinger zu schaden“, weil dieser eine orthodoxe Position vertrete, viele in Deutschland kirchenpolitisch aber eine progressive Linie wollten. Wenn Fehler im Umgang mit den Missbrauchsfällen gemacht wurden, habe Ratzinger von ihnen nichts gewusst; das sei offensichtlich.

### Präfekt der Glaubenskongregation

#### Überblick
Papst Johannes Paul II. beabsichtigte gleich am Anfang seines Pontifikates, Kardinal Ratzinger zum Präfekten der Kongregation für die Glaubenslehre zu ernennen. Erst seit anderthalb Jahren als Münchner Erzbischof im Amt, bat Ratzinger um Bedenkzeit. Drei Jahre später akzeptierte er, als Johannes Paul II. die Berufung mit Nachdruck wiederholte: „Jetzt muss ich Sie aber unbedingt haben.“ Zugleich sicherte ihm Papst Johannes Paul II. zu, dass er weiterhin persönliche Schriften veröffentlichen könne. Kardinal Ratzinger wurde am 25. November 1981 durch Papst Johannes Paul II. zum Präfekten ernannt. Am 15. Februar 1982 legte er das Amt als Erzbischof nieder und trat seinen Dienst in Rom am 1. März 1982 mit einem Stab von 40 Mitarbeitern an. Er galt in theologischen und kirchenpolitischen Fragen als rechte Hand des Papstes und wurde als eine der führenden intellektuellen Kräfte in der Kirche wahrgenommen.
Mit der Aufnahme der Tätigkeit im Dienst des Heiligen Stuhls erhielt er die vatikanische Staatsbürgerschaft, die funktionsbezogen und in der Regel auf die Dauer der Funktion im Vatikan beschränkt ist. Auch die Bundesrepublik Deutschland gestattet diese Doppelstaatsbürgerschaft gewöhnlich. Die Bundesregierung erklärte nach Ratzingers Wahl zum Papst auf eine Kleine Anfrage Hans-Christian Ströbeles, dass kein Merkmal für den Verlust der deutschen Staatsbürgerschaft vorliege. Auch die Regierung der Oberpfalz erklärte in einer Presseerklärung, dass Benedikt XVI. weiterhin deutscher Staatsbürger sei. In der Rechtslehre wurde dies kritisch diskutiert.
Ratzinger trat als Präfekt der Glaubenskongregation für den priesterlichen Zölibat, gegen einige Aspekte der Befreiungstheologie, gegen die rechtliche Anerkennung gleichgeschlechtlicher Beziehungen und für die Aktualität der in Humanae vitae definierten katholischen Sexuallehre ein. Aus der Sicht seiner Kritiker war er auch gegen pluralistische Ansätze in der Kirche und Forderungen nach Dezentralisation der Kirche. Im Januar 1998 ordnete Ratzinger die Öffnung der zuvor streng geheimen Archive der Inquisition und Indexkongregation an.
Die umfangreichen Aufgaben der römischen Weltkirche veranlassten Ratzinger wiederholt, den Papst um seine Entlassung zu bitten, um sich an seinem bayerischen Wohnort Pentling bei Regensburg der Schriftstellerei widmen zu können. Als er zu seinem 75. Geburtstag im Jahr 2002 das Rücktrittsgesuch stellen wollte, das üblicherweise ein Bischof beim Erreichen dieses Alters einreicht, sagte ihm Johannes Paul II.: „Sie brauchen den Brief gar nicht zu schreiben, denn ich will Sie bis zum Ende haben.“  Der Papst lehnte seinen Rücktritt ab.

#### Positionen und Haltungen
Ratzingers Haltung in Fragen der Ökumene wurde während seiner Zeit als Präfekt der Glaubenskongregation unterschiedlich bewertet. 1999 wurde er wegen seiner entscheidenden Mitwirkung an der Gemeinsamen Erklärung zur Rechtfertigungslehre als „Motor der Ökumene“ gepriesen. Nach der Veröffentlichung des päpstlichen Lehrschreibens Dominus Iesus, bei dem Ratzinger federführend war, befürchteten viele Befürworter des engeren ökumenischen interreligiösen Dialogs einen Schaden für die Beziehungen zwischen der katholischen Kirche und dem Protestantismus. Die Beispiele zeigen, dass Ratzinger für einen ökumenischen Dialog eintrat, dieser für ihn aber nicht bedeuten konnte, dass die katholische Kirche eigene Glaubensprofile, Überzeugungen und Selbstverständnisse ignoriert, verändert oder aufgibt. 2003 entzündete sich infolge des Ökumenischen Kirchentages in Berlin ein Konflikt zwischen den Kardinälen Meisner, Ratzinger und Lehmann. Im interreligiösen Dialog ist seine Teilnahme am Weltgebetstreffen in Assisi 2002 zu erwähnen, das er als „wichtiges Zeichen für den Frieden“ bezeichnete. Dies könne jedoch nur überzeugen, wenn die Religionen untereinander Frieden machten.
Großen Anteil hatte Ratzinger am Katechismus der Katholischen Kirche, in dessen drittem Teil unter anderem die Sexualmoral in Glaubenssätzen und Lehrregeln der katholischen Kirche vorgegeben wird. Kritiker bemängeln diese Festlegungen, da Begründungen für diese Abschnitte fehlten oder tautologisch seien, insbesondere dort, wo sie – zum Teil sehr weit – über jene der zehn Gebote hinausgehen. Von der katholischen Kirche wird dieser Einwand mit dem Hinweis zurückgewiesen, dass die Kirche die Berechtigung habe, die Bibel verbindlich auszulegen. Als Papst übergab er am 28. Juni 2005 ein Kompendium der katholischen Lehre, eine Kurzfassung des Katechismus der katholischen Kirche, der Öffentlichkeit. Auch an dessen Fertigstellung wirkte er bereits als Präfekt der Glaubenskongregation wesentlich mit. Joseph Ratzinger kritisierte bestimmte Ausprägungen der Befreiungstheologie und sah sie nicht mit der katholischen Lehre vereinbar, wenn sie grundlegende Glaubenswahrheiten leugnete, sich politisch instrumentalisieren ließ, marxistische Forderungen vertrat oder die gewaltsame Umsetzung ihrer Anliegen propagierte. Dies führte zu ausgeprägten Konflikten unter anderem mit Leonardo Boff und Gustavo Gutiérrez.
Kritik erfuhr Ratzinger unter anderem von Homosexuellenverbänden für seine ablehnende Haltung gegenüber der rechtlichen Anerkennung der Lebensgemeinschaften zwischen homosexuellen Personen. Diese staatlichen Anerkennungen wurden in vielen westlichen Staaten, unter anderen in katholisch geprägten Ländern wie Frankreich, Spanien, Portugal, Belgien, Luxemburg oder Kanada (Quebec), zum Teil während seiner Zeit als Präfekt der Glaubenskongregation eingeführt. Er bezeichnete in dem Dokument Erwägungen zu den Entwürfen einer rechtlichen Anerkennung der Lebensgemeinschaften zwischen homosexuellen Personen aus dem Jahr 2003 diese Anerkennung als „beunruhigendes moralisches und soziales Phänomen, auch in jenen Ländern, in denen es in der Rechtsordnung keine Beachtung findet“.
Ratzinger hat in Fragen der Abtreibung und Sterbehilfe die Linie seines Vorgängers Johannes Paul II. entscheidend mitgeprägt. In Deutschland trieb Ratzinger den Ausstieg aus dem staatlichen System der Schwangerschaftskonfliktberatung voran, da er in der Teilnahme eine Form der Mitwirkung an Abtreibungen sah und dies der Haltung Papst Johannes Pauls II. widersprach, jegliches menschliche Leben zu schützen, das nach katholischer Lehre bereits mit der Zeugung beginnt. Der Ausstieg geschah gegen die Mehrheitsmeinung der deutschen Bischöfe, die der Überzeugung waren, dass die Schwangerenberatung einen wichtigen Beitrag zum Schutz von ungeborenem Leben leiste. Während des amerikanischen Präsidentschaftswahlkampfes 2004 gab Ratzinger in einem Schreiben den US-Bischöfen die Empfehlung, dass Politikern, die in ihrem Wahlkampf- und Stimmverhalten durchgängig für sehr freizügige Abtreibungs- und Sterbehilfegesetze eingetreten waren, die Kommunion zu verweigern sei; der Katholik und demokratische Präsidentschaftskandidat John Kerry stand für eine solche Gesetzgebung.

#### Umgang mit Fällen sexuellen Missbrauchs
Als Ratzinger Präfekt der Glaubenskongregation wurde, hatte diese schon seit 1971, die Aufgabe in schweren Fällen von sexuellem Missbrauch, die zweifelsfrei bewiesen waren, den Priester „von Amts wegen“ aus dem Priesterdienst zu entlassen. Bereits in seinem ersten Jahr als Präfekt erreichte ein solcher Fall Ratzinger. Der Diözesanpriester Stephen Kiesle war 1978 wegen Kindesmissbrauch verurteilt worden, weshalb der zuständige Bischof von Oakland, John Stephen Cummins, sich 1981 an die Glaubenskongregation gewandt hatte, damit Kiesle aus dem Priesteramt entlassen werde. Diese bat zunächst um weitere Informationen, sodass Cummins 1982 an den neuen Präfekten Ratzinger schrieb. 1985 schrieb Ratzinger, trotz der Schwere der vorgebrachten Argumente brauche die Kongregation noch weitere Zeit zur Entscheidung. Erst 1987 wurde dem Antrag einen Tag vor Kiesles 40. Geburtstag stattgegeben. Laut Doris Reisinger und Christoph Röhl verweigerten die Behörden in Rom auch in anderen schweren Fällen von Kindesmissbrauch entsprechende Anträge, mit der Konsequenz, dass amerikanische Bischöfe keine Möglichkeit sahen, einen Priester wegen sexuellem Missbrauch nach kanonischem Recht aus dem Priestertum zu entlassen. 1988 schrieb Ratzinger schließlich einen Brief an den Präsidenten der Disziplinarkommission, Kardinal Rosalio José Castillo Lara, in dem er Missfallen an der damals bestehenden Regelung im Zusammenhang mit dem 1983 ergangenen neuen Codex Iuris Canonici zum Ausdruck brachte und nach möglichen Alternativen fragte. Von katholischer Seite wird dieser Brief als Versuch gewertet, sexuellen Missbrauch strenger zu verfolgen. 1998 wurde Ratzinger von Bischof Carlos Talavera Ramírez im persönlichen Gespräch über den sexuellen Missbrauch durch Marcial Maciel, dem Leiter der Legionäre Christi, informiert, laut Talavera entschied sich Ratzinger aber, kein offizielles Verfahren zu eröffnen. 2001 bestätigte das Motu Proprio Sacramentorum sanctitatis tutela, dass die Glaubenskongregation über schwerwiegende kirchenrechtliche Straftaten urteilt. Die von Ratzinger veröffentlichte Leitlinie De delictis gravioribus stellte klar, dass dazu auch Verstöße gegen das sechste Gebot an Kindern gehören und hob das Schutzalter von zuvor 16 auf 18 Jahre an. Laut dem Wiener Erzbischof Christoph Schönborn ging dies auf die Initiative Ratzingers zurück; es seien danach bereits „mehrere hundert überführte Missbrauchstäter aus dem Priesterstand entfernt“ worden. Schon 1995 habe sich Ratzinger dafür eingesetzt, ein Untersuchungsverfahren zu Vorwürfen gegen Kardinal Groër einzurichten; dieses Vorhaben sei vom damaligen Dekan des Kardinalskollegiums aber gestoppt worden. 2004 eröffnete Ratzinger schließlich das Verfahren gegen Maciel, der kurz zuvor noch von Papst Johannes Paul II. geehrt worden war. Dieser trat 2005 von der Leitung der Legionäre Christi zurück, woraufhin 2006, als Ratzinger bereits Papst war, das Verfahren mit Verweis auf die Gesundheit Maciels wieder eingestellt wurde.

#### Aufgaben im Kardinalskollegium

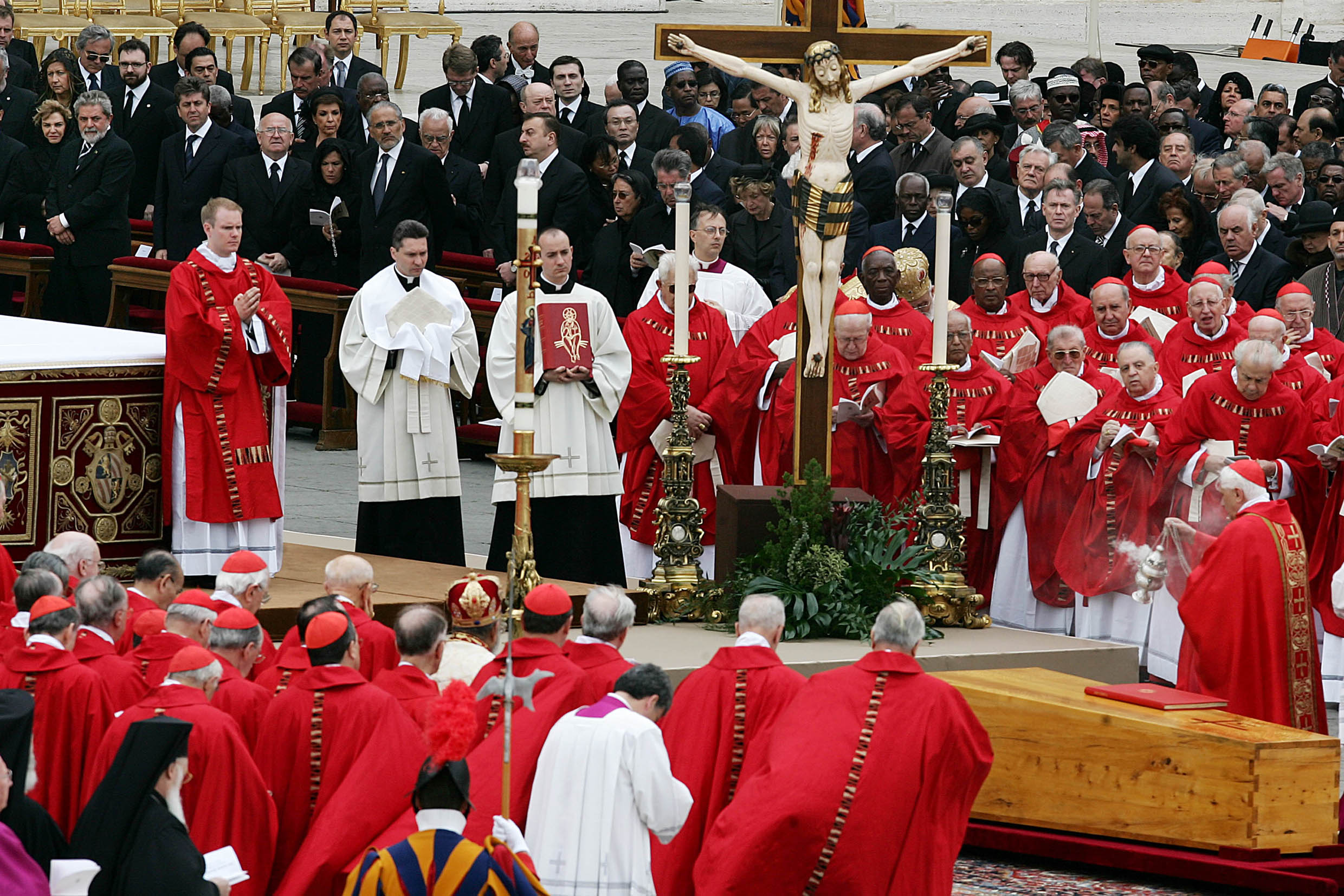
Joseph Ratzinger leitet als Kardinaldekan die Begräbnisfeierlichkeiten für Papst Johannes Paul II. (8. April 2005)

Am 5. April 1993 ernannte ihn Papst Johannes Paul II. zum Kardinalbischof der suburbikarischen Diözese Velletri-Segni. Ab 1998 war Kardinal Ratzinger Subdekan des Kardinalskollegiums; 2002 wurde er zum Kardinaldekan gewählt und von Johannes Paul II. in diesem Amt bestätigt. Gleichzeitig wurde er damit zum Kardinalbischof von Ostia ernannt.
Am 8. April 2005 leitete Ratzinger als Kardinaldekan die Begräbnisfeierlichkeiten für Papst Johannes Paul II. in Rom. Außerdem fiel ihm in dieser Position zu, während der Sedisvakanz die täglich stattfindende Generalkongregation zu leiten und dem Konklave vom 18. bis 19. April 2005 vorzustehen, aus dem er selbst als Papst hervorging.

### Pontifikat

#### Wahl

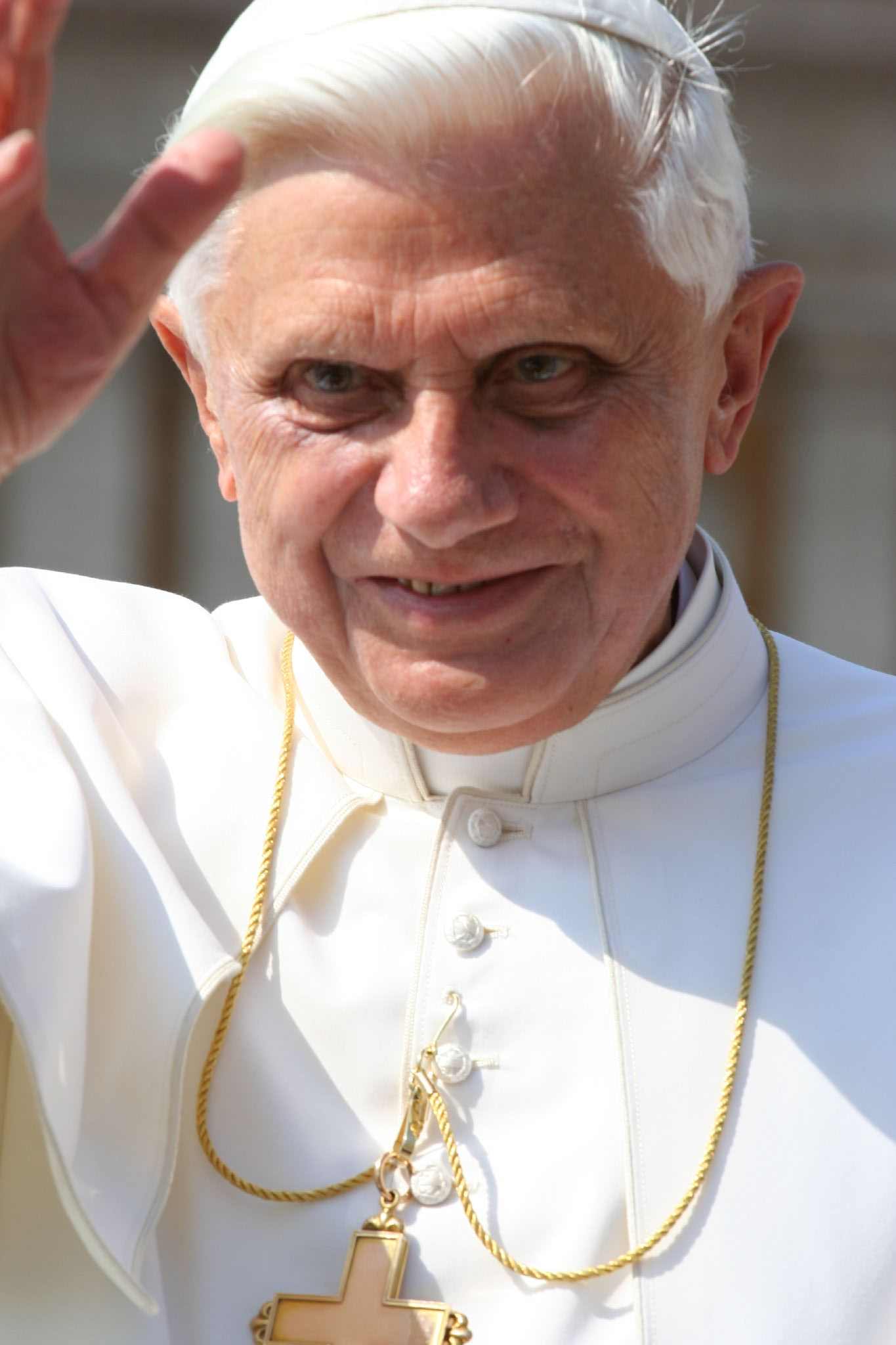
Benedikt XVI. (2006)

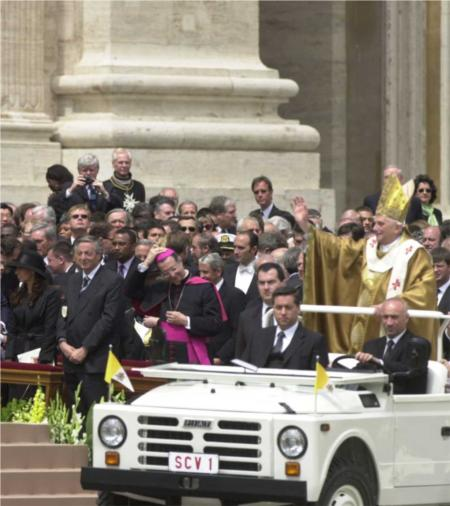
Benedikt XVI. nach dem Gottesdienst zur Amtseinführung im Papamobil (24. April 2005)

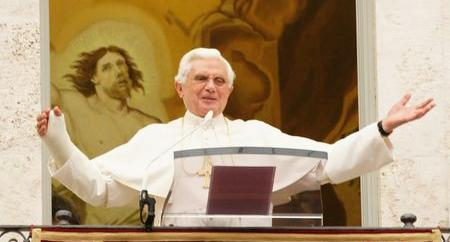
Benedikt XVI. in der Sommerresidenz Castel Gandolfo (August 2009)

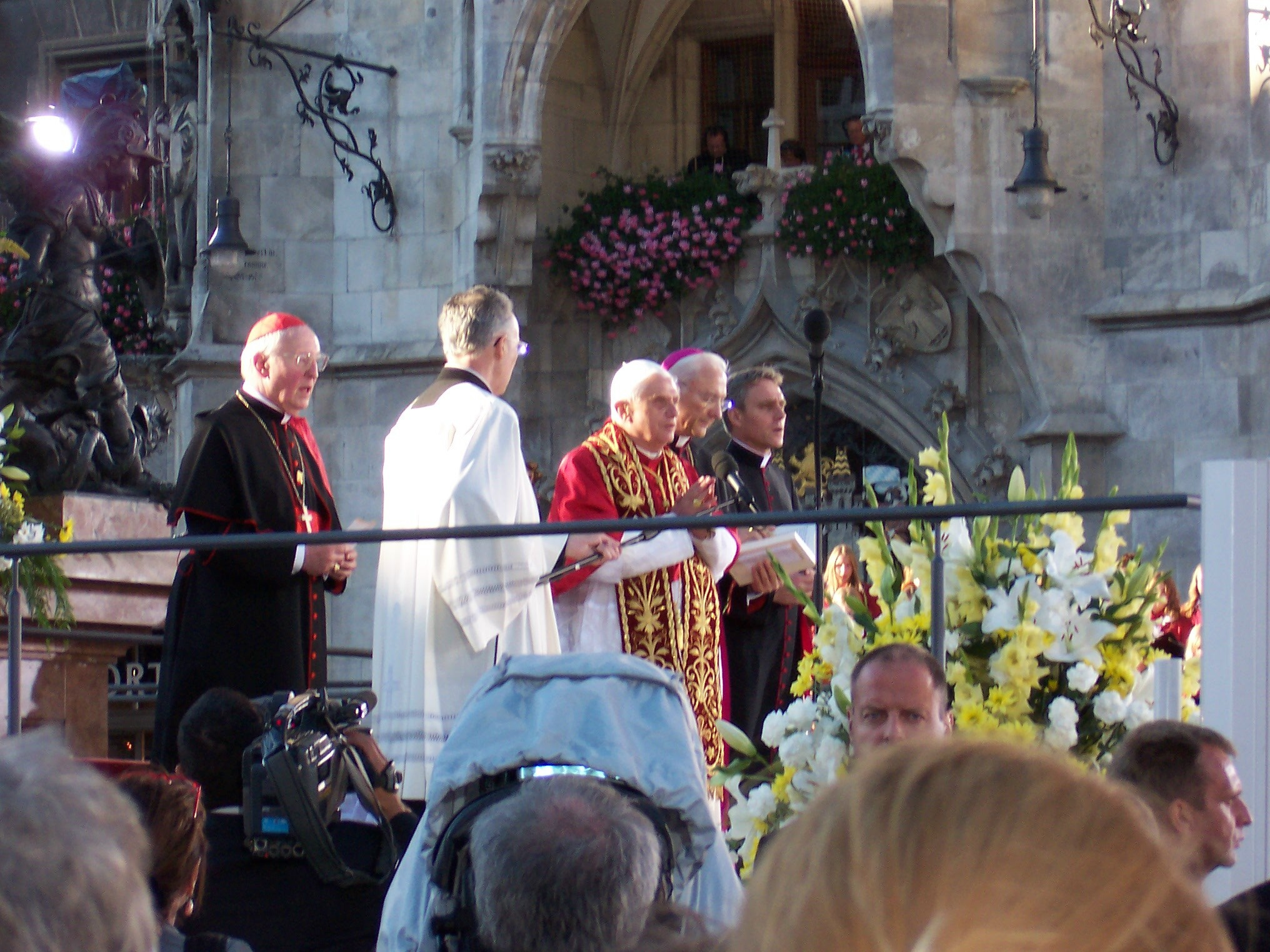
Benedikt XVI. während seiner Pastoralreise nach Bayern 2006 (München, 9. September)

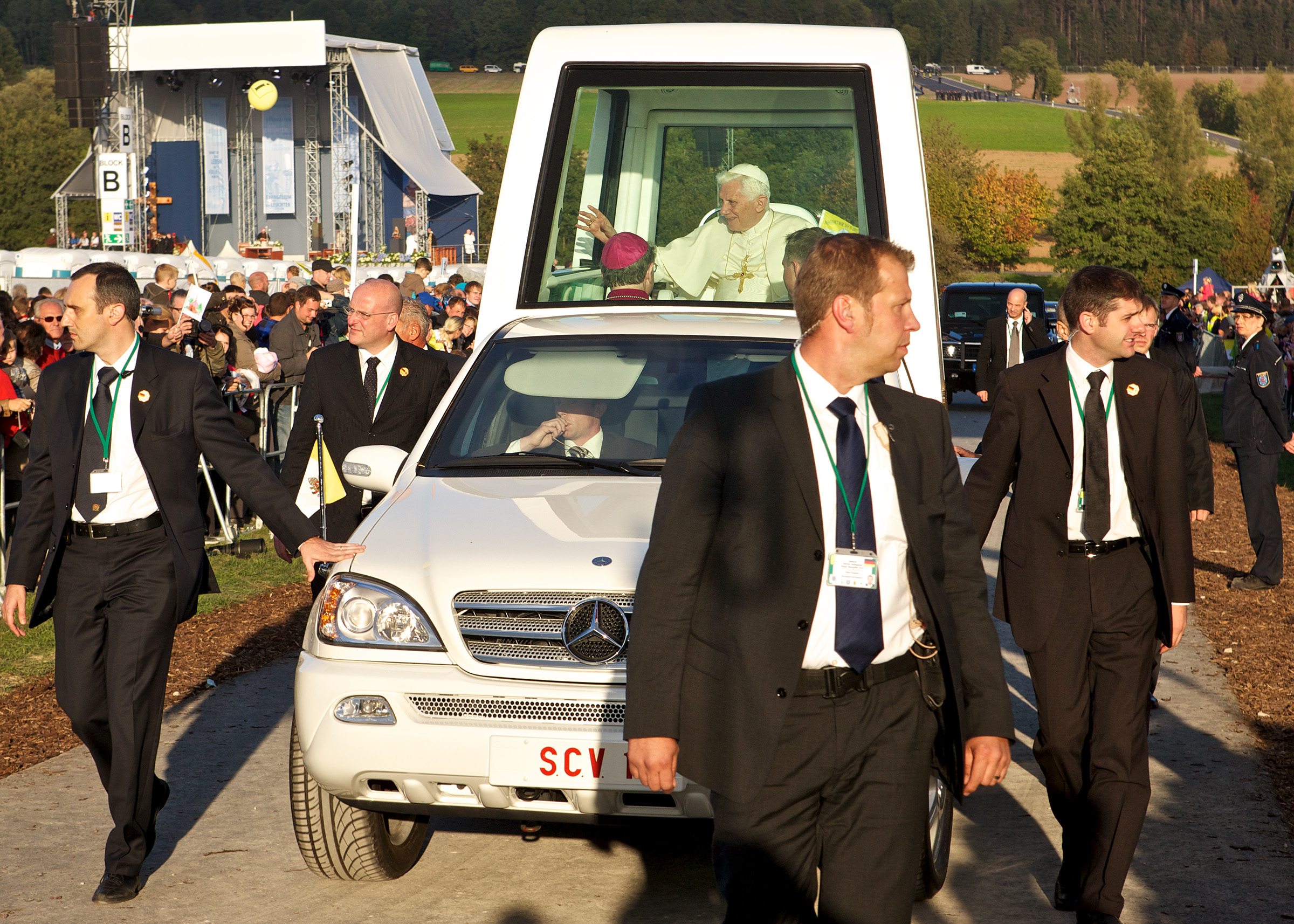
Benedikt XVI. während seiner Pastoralreise nach Deutschland 2011 (Etzelsbach, 23. September)

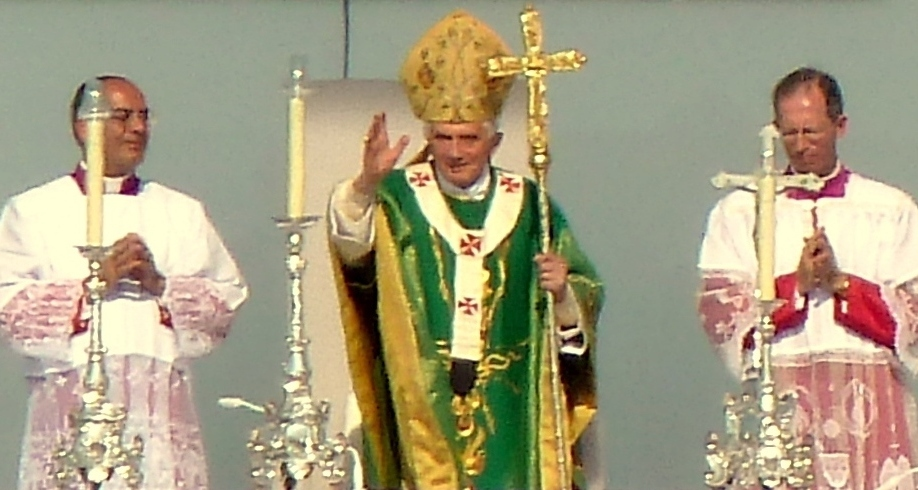
Benedikt XVI. während seiner Pastoralreise nach Deutschland 2011 (Freiburg, 24. September)

Benedikt XVI. als Staatsoberhaupt auf der 2-Euro-Münze der Vatikanstadt (dritte Prägeserie, 2006 bis 2013)

Das Konklave 2005, an dem 115 Kardinäle teilnahmen, begann am 18. April 2005. Am Nachmittag des 19. April fiel die Wahl schon im vierten Wahlgang auf Joseph Ratzinger. Er gab sich den Papstnamen Benedikt XVI. im Gedenken an den Ordensgründer Benedikt von Nursia, Patron Europas, aber auch an Benedikt XV. (Pontifikat September 1914 bis Januar 1922), der als „Friedenspapst“ bezeichnet wurde, weil er sich im Ersten Weltkrieg sehr für den Frieden engagierte.
Nach der Verkündung der Wahl durch Kardinalprotodiakon Jorge Arturo Medina Estévez trat Benedikt XVI. auf die Benediktionsloggia des Petersdoms und richtete das Wort an die wartende Weltöffentlichkeit:

„Liebe Schwestern und Brüder! Nach einem großen Papst Johannes Paul II. haben die Herrn Kardinäle mich gewählt, einen einfachen und bescheidenen Arbeiter im Weinberg des Herrn. Mich tröstet die Tatsache, daß der Herr auch mit ungenügenden Werkzeugen zu arbeiten und zu wirken weiß. Vor allem vertraue ich mich euren Gebeten an. In der Freude des auferstandenen Herrn und im Vertrauen auf seine immerwährende Hilfe gehen wir voran. Der Herr wird uns helfen, und Maria, seine allerseligste Mutter, steht uns zur Seite. Danke.“

Drei Tage vorher war Joseph Ratzinger 78 Jahre alt geworden und damit bei seiner Wahl älter als jeder andere Papst seit Clemens XII. (1730). Die Wahl eines Deutschen zum Papst wurde besonders in Deutschland beachtet und von der Bildzeitung mit der Schlagzeile begrüßt: „Wir sind Papst!“

#### Verlauf des Pontifikats
Am Sonntag, dem 24. April 2005, erhielt Benedikt XVI. im Rahmen eines festlichen Gottesdienstes auf dem Petersplatz den Fischerring und das Pallium als Zeichen des Petrusdienstes. Vor mehreren hunderttausend Gläubigen und Regierungsvertretern aus aller Welt betonte er, dass er keine Regierungserklärung abgeben wolle. Er sprach von einem „unerhörten Auftrag, der doch alles menschliche Vermögen überschreitet“. Zugleich betonte er: „Die Kirche lebt, die Kirche ist jung!“ Im August 2005 besuchte Benedikt XVI. den Weltjugendtag 2005 in Köln, vom 25. Mai bis 28. Mai 2006 die Heimat seines Vorgängers Johannes Paul II. in Polen.
Kurz nach seiner Amtseinführung bestätigte der neue Papst Angelo Sodano in seinem Amt als Kardinalstaatssekretär sowie alle Leiter der Kongregationen. Seine eigene ehemalige Funktion als Vorsitzender der Kongregation für die Glaubenslehre übertrug er knapp einen Monat später dem Erzbischof von San Francisco, William Joseph Levada. Am 11. März 2006 begann Benedikt XVI. eine lange erwartete Kurienreform und legte die Ämter mehrerer päpstlicher Räte zusammen. Personelle Neubesetzungen folgten mit der Ernennung von Ivan Kardinal Dias zum Präfekten der Kongregation für die Evangelisierung der Völker am 20. Mai, von Tarcisio Bertone zum Kardinalstaatssekretär und von Giovanni Lajolo zum Präsidenten der Päpstlichen Kommission für den Staat der Vatikanstadt und des Governatorats der Vatikanstadt am 22. Juni sowie von Cláudio Hummes zum Präfekten der Kongregation für den Klerus am 31. Oktober 2006.
In mehreren kleinen Entscheidungen, etwa hinsichtlich der Benutzung eines Palliums im alten Stil oder der Wortwahl bei seiner Besitzergreifung der Lateranbasilika, ist eine Orientierung an der Tradition der ungeteilten Kirche vor 1054 zu erkennen sowie eine bescheidenere und weniger zentralistische Art der Amtsführung, was sich zum Beispiel in der Rückübertragung der Seligsprechungsfeiern an die Ortskirchen zeigt.
Am 26. Juni 2007 erließ Papst Benedikt XVI. das Motu proprio De aliquibus mutationibus in normis de electione Romani Pontificis, das Nummer 75 der Apostolischen Konstitution Universi Dominici gregis von 1988 aufhob und durch eine Regelung ersetzte, nach der zur Papstwahl wieder in jedem Fall eine Zweidrittelmehrheit erforderlich ist.
Am 24. September 2005 empfing er in Castel Gandolfo den vom Vatikan gemaßregelten emeritierten Tübinger Theologieprofessor Hans Küng, dem 1979 die kirchliche Lehrerlaubnis entzogen worden war, zu einer vierstündigen Privataudienz. Auf einen Disput über die strittigen Lehrfragen wurde dabei verzichtet, das Gespräch beschränkte sich auf die Frage des Weltethos und das Verhältnis von Naturwissenschaften und christlichem Glauben.
Im innerchristlichen Dialog sind vor allem die Bemühungen um eine Annäherung an die orthodoxen Kirchen anzumerken. Zu Beginn des Jahres 2006 entschied Benedikt XVI., den Ehrentitel Patriarch des Abendlandes abzulegen, den die Päpste ab dem fünften Jahrhundert geführt hatten. Er wurde daraufhin im Annuario Pontificio 2006 aus der offiziellen Titulatur entfernt. Bereits zuvor hatte Benedikt XVI. dem Patriarchen von Moskau Geburtstagsgrüße gesandt mit der Bitte um Zusammenarbeit gegen die säkularisierte Welt sowie einen Briefwechsel mit dem Patriarchen Bartholomäus I.  von Konstantinopel zum Anlass des Andreasfestes geführt, der ihn danach einlud, ihn im November 2006 zu besuchen. Am 18. Mai 2006 wurde die erste russisch-orthodoxe Kirche in Rom durch den Metropoliten Kyrill I., den Leiter des Russisch-Orthodoxen Außenamts, eingeweiht, bei diesem Rombesuch traf er auch den Papst.
Ein weiterer Schritt der Annäherung an die Orthodoxie war am 28. Juni 2008 die Eröffnung des Paulusjahres zum Gedenken an das ungefähre 2000. Geburtsjahr des Apostels Paulus mit dem Ökumenischen Patriarchen von Konstantinopel in der Basilika Sankt Paul vor den Mauern und die in Anwesenheit des Patriarchen Bartholomäus I. gefeierte heilige Messe in St. Peter am folgenden Tag, dem Patronatsfest Peter und Paul. In dieser feierten Benedikt XVI. und Bartholomäus I. gemeinsam den Wortgottesdienst, beide hielten eine Predigt, sprachen das Nicänische Glaubensbekenntnis auf Griechisch und erteilten zusammen den Segen.
Die noch während des Pontifikats von Johannes Paul II. eingesetzte Internationale römisch-katholisch-altkatholische Dialogkommission (IRAD) setzte unter Benedikt XVI. ihre Arbeit fort und veröffentlichte 2009 den Bericht Kirche und Kirchengemeinschaft, der aufgrund der festgestellten Gemeinsamkeiten die Trennung zwischen katholischer und altkatholischer Kirche als „innerkatholisches Problem“ bezeichnet. Seit 2012 tagt die Dialogkommission wieder regelmäßig, als Mitvorsitzende wurden Erzbischof Hans-Josef Becker und Bischof Matthias Ring berufen.
Am 29. Juni 2010 kündigte Benedikt die Errichtung des Päpstlichen Rates zur Förderung der Neuevangelisierung für nachchristentümliche Gemeinschaften an. Am 11. Oktober 2011 rief Papst Benedikt XVI. mit dem „Apostolischen Schreiben in Form eines Motu proprio Porta fidei“ (Pforte des Glaubens) ein Jahr des Glaubens aus. Es begann am 11. Oktober 2012, dem 50. Jahrestag der Eröffnung des Zweiten Vatikanischen Konzils, und endete am 24. November 2013, dem Christkönigsfest.
Spannungen zwischen der Volksrepublik China und dem Vatikan traten im Mai 2006 auf, nachdem die von der Staatsführung in China autorisierte Katholisch-Patriotische Vereinigung binnen zwei Wochen zwei Bischöfe geweiht und einen in sein Amt eingeführt hatte, ohne auf die Zustimmung des Vatikans zu warten. Der Papst, der die Vereinigung und ihre Grundsätze mit der katholischen Lehre unvereinbar hielt, kritisierte später offen die Einschränkungen der Religions- und Gewissensfreiheit in China.
In Italien kam es im Frühjahr 2007 zwischen der Kirche und der Regierung unter Romano Prodi zu Spannungen wegen ihrer Absicht, homosexuelle Paare staatlicherseits anzuerkennen. Verschiedene Politiker, Journalisten und Künstler warfen dem Vatikan und Papst eine ihrer Meinung nach unberechtigte Einflussnahme in die Innenpolitik Italiens vor.
Zum Weltfriedenstag 2007 betonte Benedikt XVI. die Pflicht, das „Bewusstsein des Doppelaspekts der Gabe und der Aufgabe zu pflegen“. In seiner Botschaft zum Weltfriedenstag 2008 machte Benedikt XVI. die Bedeutung der christlichen Familie für den Frieden in der Welt deutlich.
Bei der Eröffnung der lateinamerikanischen Bischofskonferenz im brasilianischen Aparecida am 13. Mai 2007 äußerte sich Benedikt zur Christianisierung Lateinamerikas, die in seiner Sicht keine Oktroyierung einer fremden Kultur gewesen, sondern von den Ureinwohnern unbewusst herbeigesehnt worden sei. Dem widersprachen Repräsentanten der indigenen Völker, die die Rede als „arrogant und respektlos“ bezeichneten. „Zu sagen, dass die kulturelle Dezimierung unseres Volkes eine Reinigung darstellt, ist beleidigend und – offen gesagt – beängstigend.“ (Sandro Tuxa). Der deutsche Lateinamerika-Historiker Hans-Jürgen Prien erblickte in diesen Äußerungen „eine unglaubliche Geschichtsklitterung“ und einen Rückschritt gegenüber der Position von Johannes Paul II., der 1992 in einer Rede Fehler bei der Evangelisierung der einheimischen Stämme und Völker eingeräumt hatte. Demgegenüber erklärte Benedikt, Jesus und sein Evangelium zu verkünden setze zu keiner Zeit eine Entfremdung der präkolumbischen Kulturen voraus, und es sei auch kein Aufzwingen einer fremden Kultur gewesen. Venezuelas Präsident Hugo Chávez verlangte eine Entschuldigung des Papstes: „Mit allem gebührenden Respekt, Sie sollten sich entschuldigen, denn es gab hier wirklich einen Völkermord, und wenn wir das leugnen würden, würden wir unser tiefstes Selbst verleugnen.“
Bei einer sechstägigen Reise in die Vereinigten Staaten wurde er am 16. April 2008 von Präsident George W. Bush empfangen. Während seiner Reise äußerte sich Benedikt tief beschämt über pädophile Priester und rief die katholische Kirche in den USA nach den Missbrauchsskandalen mehrfach zur Reinigung und Erneuerung auf. Er traf sich auch mit Männern und Frauen, die als Kinder oder Jugendliche von Priestern missbraucht worden waren. Lobend würdigte er die tiefe Spiritualität in den USA. In einer Rede vor der Generalversammlung der Vereinten Nationen in New York am 18. April forderte er die Vereinten Nationen zu einer Politik der vorbeugenden Konfliktlösung auf. Dabei müssten alle diplomatischen Mittel und „selbst die geringfügigsten Zeichen“ von Dialogbereitschaft genutzt werden. Zugleich schloss er aber „kollektive Aktionen der internationalen Gemeinschaft“ nicht aus. Zum Abschluss seiner Reise besuchte der Papst am 20. April Ground Zero, den Ort der Anschläge gegen das World Trade Center am 11. September 2001, und feierte eine heilige Messe im Yankee-Stadion vor zehntausenden Besuchern.
Am 19. März 2010 erschien der Hirtenbrief an die Katholiken in Irland, in dem Benedikt auf die Missbrauchsskandale einging, sich bei den Opfern entschuldigte, schwere Sünden der Kirche eingestand und ein Gefühl der „Bestürzung und des Verrats“ äußerte. Die Opfer seien von einer Mauer des Schweigens umgeben gewesen, weil die „unangebrachte Sorge um den Ruf der Kirche und die Vermeidung von Skandalen“ im Vordergrund gestanden habe. „Im Namen der Kirche drücke ich offen Scham und Reue aus.“ Benedikt sprach im Hirtenbrief die Opfer direkt an: „Ihr habt schrecklich gelitten, und das tut mir aufrichtig leid. Ich weiß, dass nichts das von Euch Erlittene ungeschehen machen kann. Euer Vertrauen wurde missbraucht und Eure Würde wurde verletzt.“ Weiter warf der Papst den Bischöfen schwerwiegende Versäumnisse, Versagen und gravierende Fehler vor. Ohne etwas zu verheimlichen, sei es erforderlich, Rechenschaft abzulegen. Die schuldig gewordenen Priester sollten „vor dem allmächtigen Gott und den zuständigen Gerichten“ Rechenschaft ablegen. Die Bischöfe sollten die Gesetze des Kirchenrechts in voller Härte anwenden und mit den staatlichen Behörden zusammenarbeiten.
Im Jahr 2012 war Papst Benedikts XVI. durch den Vertrauensbruch betroffen, der durch die sogenannte Vatileaks-Affäre aufgedeckt wurde. Interne Dokumente des Vatikans waren an die Öffentlichkeit gelangt. Am 15. Februar 2013 ernannte Benedikt XVI. den Malteserritter Ernst von Freyberg zum neuen Leiter der Vatikanbank.
Am 2. September 2020 erreichte Benedikt das höchste Lebensalter einer jemals zum Papst gewählten Person, jedoch war Leo XIII. als nunmehr zweitältester bis zu seinem Tod mit 93 Jahren im Amt gewesen, während Benedikt schon vor der Vollendung des 86. Lebensjahres auf dieses verzichtet hatte. Er war eine längere Zeit Papa emeritus als amtierender Papst.

#### Öffentliche Wirkung und Kritik

##### Allgemeines

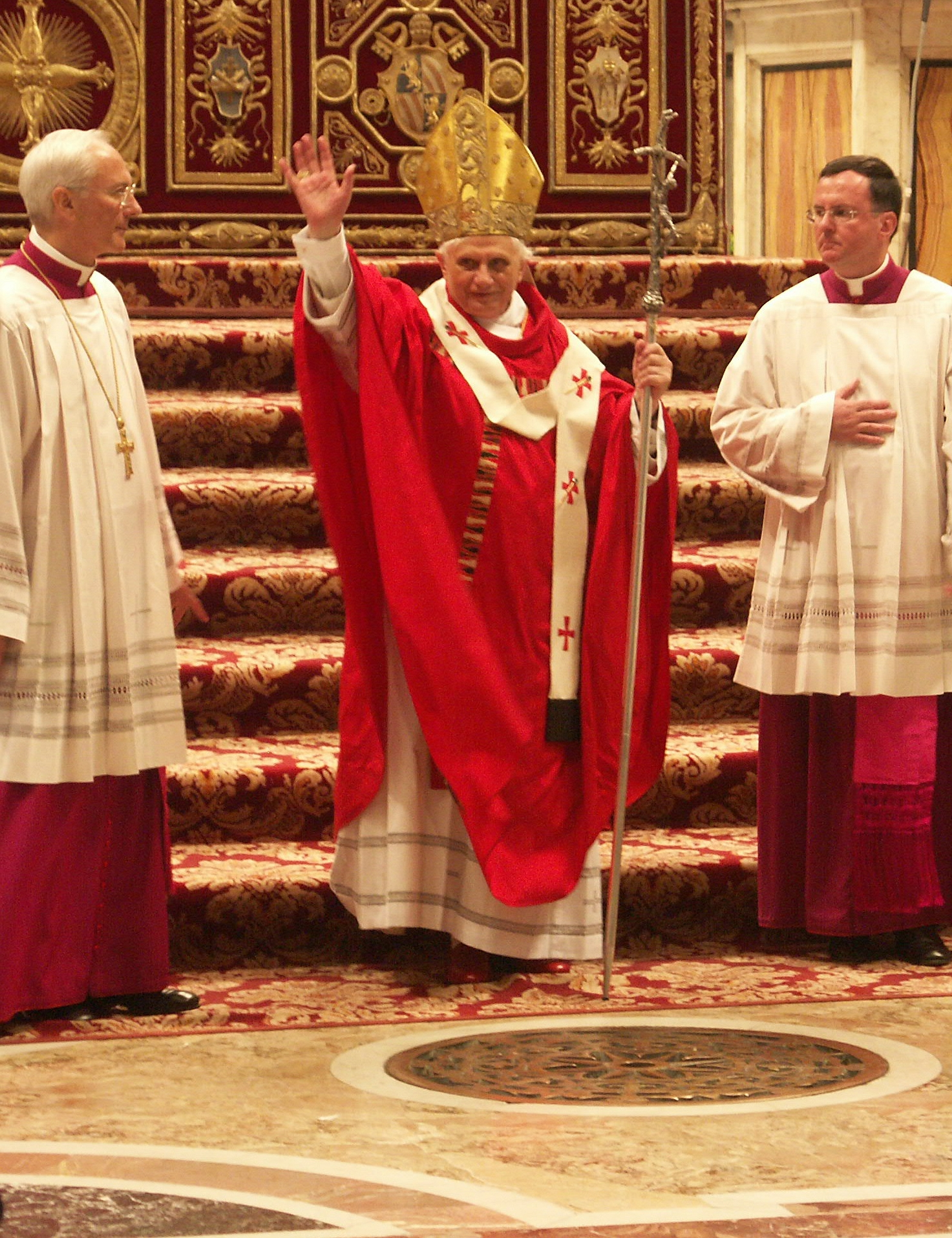
Benedikt XVI. bei der Pfingstmesse im Petersdom (Mai 2005)

Auf der Forbes-Liste der 70 mächtigsten Menschen der Welt stand Benedikt XVI. im Dezember 2012 auf Platz 5.
Der Philosoph Hans Albert untersuchte Joseph Ratzingers Methoden, mit Problemen umzugehen, und wirft ihm „eine willkürliche Beschränkung des Vernunftgebrauchs im Sinne des Glaubens“ sowie Argumentationen auf der Basis von begrifflichen Konfusionen vor, die ein Erkenntnisprivileg des Gläubigen voraussetzten. Andreas Englisch bezeichnete ihn im Jahre 2022 als „Galionsfigur der Konservativen“.

##### Jesusbild und Theologie
Das unter Verzicht auf lehramtliche Autorität 2007 veröffentlichte Buch Jesus von Nazareth. Von der Taufe im Jordan bis zur Verklärung sowie der Folgeband wurden als persönliches Glaubenszeugnis und „theologisches Lesebuch“ (so eine Charakterisierung Joseph Ratzingers selbst) geschätzt. Der Versuch, historisch-kritische und theologische Exegese zu verbinden, wurde innerhalb der historischen Jesusforschung teils als prinzipiell wichtige Erweiterung begrüßt. In dieser Form wurde er jedoch weitgehend als methodisch unzureichend, unzulässige Vereinheitlichung der Evangelien vom Johannesevangelium her und „kritiklose[s] Vertrauen“ in die Quellen eingeordnet und selten direkt aufgegriffen.
Benedikt XVI. jedoch weist in seinem Jesus-Buch oft auf Differenzen hin, mit denen die Verfasser der Evangelien in ihrer Überlieferung die Gestalt Jesu aufbewahrt hätten. Er sieht in der johanneischen Inkarnationstheologie („Mensch-werden Gottes“ – das Sein Gottes in Mensch als Erlösende) und der paulinischen Kreuzestheologie (das Tun Gottes in Kreuz und Auferstehung als Erlösung der Menschen) nicht synthetisierbare Polaritäten der gleichen Wahrheit, die „nur in ihrem Zueinander auf das Ganze verweisen“. Durch seine auch im Jesus-Buch vertretene These, dass Jesus mit seiner Botschaft und seinem Werk identisch sei (Ineinandergreifen von Sein und Tun Jesu), entdeckt er aber Einheitsmomente beider historischen Wege der Christologie, die im Jesus-Buch so besonders hervorgehoben werden.

##### Einzigartigkeit der römisch-katholischen Kirche
Am 10. Juli 2007 veröffentlichte die Kongregation für die Glaubenslehre ein Dokument, das die Einzigartigkeit der römisch-katholischen Kirche betonte. Demnach seien die orthodoxen Kirchen als „echte Teilkirchen“ zu bezeichnen, weil sie in der apostolischen Sukzession stünden; jedoch litten sie unter einem „Mangel“, weil ihnen die Gemeinschaft mit der römischen Kirche und dem Papst fehle. Metropolit Kyrill von Smolensk und Kaliningrad, Vorsitzender des kirchlichen Außenamtes des Moskauer Patriarchats, lobte „die Ehrlichkeit des Kirchenverständnisses des Vatikans“, obwohl er den Standpunkt des Heiligen Stuhls nicht teile.
Das 2007 veröffentlichte Dokument der Glaubenskongregation stellte darüber hinaus fest, Protestanten bildeten nicht „Kirchen im eigentlichen Sinn“, sondern lediglich „kirchliche Gemeinschaften“, weil sie sich nicht, wie die römisch-katholische oder orthodoxe Kirche, auf die apostolische Sukzession berufen könnten. Die Glaubenskongregation bekräftigte damit die im Jahr 2000 veröffentlichte Erklärung Dominus Iesus, die von ihr unter dem Vorsitz des damaligen Präfekten Joseph Kardinal Ratzinger herausgegeben worden war.
Dass die protestantischen Kirchen in Unitatis redintegratio – dem Abschlussdokument des Zweiten Vatikanischen Konzils über den Ökumenismus – als „kirchliche Gemeinschaften“ bezeichnet wurden, war seinerzeit eine Begriffsfindung, die als Ausdruck von Wertschätzung interpretiert werden konnte. Erstmals wurden die protestantischen Christen damit nicht nur als Einzelpersonen („getrennte Brüder“) positiv wahrgenommen. Den Kirchen der Reformation wurden unter der Voraussetzung des katholisch-theologischen Kirchenbegriffs ausdrücklich kirchliche Elemente zugebilligt. Mittlerweile hatte die Ökumene aber Fortschritte erzielt, so wurde 1999 die Gemeinsame Erklärung zur Rechtfertigungslehre von Repräsentanten des Lutherischen Weltbunds und der römisch-katholischen Kirche unterzeichnet. Sie gipfelt in der Feststellung: „Die in dieser Erklärung vorgelegte Lehre der lutherischen Kirchen wird nicht von den Verurteilungen des Trienter Konzils getroffen. Die Verwerfungen der lutherischen Bekenntnisschriften treffen nicht die in dieser Erklärung vorgelegte Lehre der römisch-katholischen Kirche.“ Der Ratsvorsitzende der Evangelischen Kirche in Deutschland, Bischof Wolfgang Huber, sprach in Zusammenhang mit den Aussagen des Papstes 2007 deshalb von einem „Rückschlag für die Ökumene“. Der bayerische Landesbischof Johannes Friedrich erklärte, dass man evangelischerseits so, wie die katholische Kirche sich definiere, auch nicht Kirche sein wolle, und bewertete das Dokument als „keine Absage an die ökumenischen Bestrebungen.“
Die Kommission für Glauben und Kirchenverfassung des Ökumenischen Rats der Kirchen (ÖRK) arbeitete bereits ab 1993 an einer Klärung ihrer Ekklesiologie. Das Studiendokument Die Kirche: Auf dem Weg zu einer gemeinsamen Vision ist ein Konvergenztext, der 2012 vom ÖRK-Zentralausschuss entgegengenommen und im Folgejahr veröffentlicht wurde.

##### Beziehungen zum Judentum

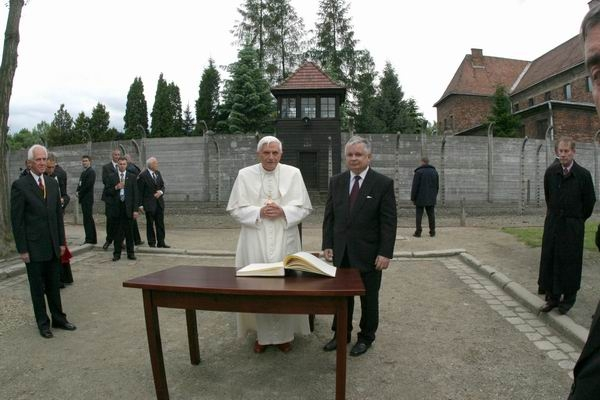
Benedikt XVI. und der polnische Staatspräsident Lech Kaczyński beim Besuch des KZ Auschwitz I (Stammlager, 28. Mai 2006)

Bereits in den ersten Monaten nach seiner Wahl traf Benedikt XVI. auch mit Vertretern des Judentums sowie muslimischer Gemeinden zusammen. Dabei betonte er stets, den Dialog der Religionen und Kulturen in der Tradition des Zweiten Vatikanischen Konzils, niedergelegt in dessen Erklärung Nostra aetate, und seines Vorgängers Johannes Paul II. fortsetzen zu wollen.
Während seiner Reise zum Weltjugendtag 2005 besuchte er am 19. August als erster Papst überhaupt mit der Kölner Synagoge ein in Deutschland gelegenes jüdisches Gotteshaus und verurteilte dort bei einer Ansprache jede Form von Rassismus und Antisemitismus. Darüber hinaus gab er bekannt, er wolle den von Johannes Paul II. eingeleiteten „vertrauensvollen Dialog“ zwischen Juden und Christen „mit voller Kraft“ fortsetzen, erinnerte aber auch an „die komplexen und oft schmerzlichen Beziehungen“ zwischen Christen und Juden. Dem Besuch des Versammlungsraums der Synagoge war die Teilnahme am Kaddisch, einem jüdischen Totengebet, für die 11.000 Kölner Juden, die dem Holocaust zum Opfer gefallen waren, vorausgegangen. Synagogenvorsteher Abraham Lehrer, der sagte, Benedikt stehe für Akzeptanz und Toleranz gegenüber dem Judentum, begrüßte den Papst als „größter Brückenbauer“ zwischen den Religionen. Der Vorsitzende des Zentralrats der Juden in Deutschland, Paul Spiegel, würdigte die Rede des Papstes danach als hoffnungsvolles Zeichen der Verständigung zwischen Juden und Christen.
Während seiner apostolischen Reise nach Polen besuchte Benedikt XVI. am 28. Mai 2006 das KZ Auschwitz-Birkenau. Während Überlebende des Holocausts wie Marek Edelman den Besuch und die dort gehaltene Rede lobten, wurde vom polnischen Oberrabbiner Michael Schudrich kritisiert, dass sich der Papst in Auschwitz nicht zum Thema Antisemitismus in Polen, wie ihn beispielsweise der nationalkonservative katholische Radiosender Radio Maryja verbreitet, äußerte. Ebenfalls Kritik äußerte Daniel Goldhagen, der dem Papst Vernebelung historischen Verstehens vorwarf und ihm anlastete, moralischer Verantwortung auszuweichen und sich vor politischer Pflicht zu drücken.
Die Aufhebung der Exkommunikation von vier Bischöfen der Piusbruderschaft, darunter Richard Williamson, der wiederholt den Holocaust geleugnet hatte, belastete die Beziehungen zwischen Heiligem Stuhl und Judentum. Der Papst reagierte darauf am 12. Februar 2009 mit einer Privataudienz für Delegierte der Conference of Presidents of Major American Jewish Organizations, in der er das Gebet von Papst Johannes Paul II. im Jahr 2000 an der Klagemauer wiederholte, den Holocaust schärfstens verurteilte und die unwiderrufliche Verpflichtung der Kirche zu einem respektvollen und harmonischen Umgang mit dem Volk des Bundes betonte. Rabbi David Rosen, der damalige Vorsitzende des International Jewish Committee for Interreligious Consultations (IJCIC), sagte daraufhin, Papst Benedikt habe damit ein Minus in ein Plus verwandelt.
Im Juli 2012 äußerte Rabbi Rosen, die Beziehungen zwischen Juden und Katholiken seien nie besser gewesen. Auf die Rücktrittserklärung Benedikts ließ der israelische Oberrabbiner Jona Metzger durch einen Sprecher erklären: „Während seiner Amtszeit gab es die besten Beziehungen zwischen der Kirche und dem Oberrabbinat […] Er verdient ein hohes Ansehen für den Ausbau der interreligiösen Verbindungen zwischen Judentum, Christentum und Islam.“ Der Präsident des Zentralrats der Juden in Deutschland sagte: „Papst Benedikt XVI. hat dem jüdisch-christlichen Verhältnis neue Impulse verliehen und es mit Herzlichkeit erfüllt.“ Ähnlich äußerten sich der israelische Staatspräsident Schimon Peres und der Präsident des Jüdischen Weltkongresses, Ronald Lauder.
Das Dokument Gnade und Berufung ohne Reue – Anmerkungen zum Traktat „De Iudaeis“ vom Oktober 2017 rief kontroverse Reaktionen hervor. Dieser Text war als private Reflexion Benedikts XVI. entstanden und an sich nicht zur Veröffentlichung vorgesehen, wurde jedoch auf Anregung Kurt Kardinal Kochs, der das Geleitwort schrieb, dann 2018 doch veröffentlicht. Koch zufolge handle es sich um „eine wichtige Antwort auf die Einladung der Vatikanischen Kommission zu einem vertieften theologischen Dialog zwischen der katholischen Kirche und dem Judentum“. Der Berliner Rabbiner Walter Homolka erklärte hingegen, wer die Rolle des Judentums so beschreibe, „baue mit am neuen Fundament für christlichen Antisemitismus“. In der Folge veröffentlichte Benedikt einen Briefwechsel mit dem Wiener Oberrabbiner Arie Folger und legte im November des Jahres erneut dar, Judentum und Christentum stünden für zwei Weisen der Auslegung der Schrift. Für Christen seien die Verheißungen an Israel die Hoffnung der Kirche. Wer daran festhalte, stelle keinesfalls die Grundlagen des jüdisch-christlichen Dialogs infrage.

##### Vorlesung in Regensburg – Dialog mit dem Islam
Bei seinem zweiten Besuch als Papst in Deutschland hielt Benedikt XVI. am 12. September 2006 vor Wissenschaftlern an der Universität Regensburg eine Vorlesung. Darin zitierte er eine Aussage des spätmittelalterlichen byzantinischen Kaisers Manuel II. zur Rolle der Gewalt im Islam. Das als „Papstzitat von Regensburg“ bekannt gewordene Diktum wurde von einer Reihe von Vertretern des Islam als „Hasspredigt“ bezeichnet und heftig kritisiert. Konziliant zeigten sich dagegen 38 hochrangige islamische Gelehrte, die in einem offenen Brief vom 12. Oktober 2006 der Darstellung ihres Glaubens im verwendeten Zitat in der Rede des Papstes zwar widersprachen, zugleich aber für eine Fortführung des Dialogs zwischen Christentum und Islam eintraten.
Insbesondere nach dem Türkeibesuch Papst Benedikts XVI. beurteilten viele zunächst kritische Stimmen die Rede neu. Die islamische Zeitung Zaman sprach davon, dass „der Dialog der Religionen nun wirklich in Gang gekommen sei“, und Die Zeit – zunächst sehr barsch in ihrer Kritik – sprach nun anerkennend vom „Weisen im Morgenland“, der „in der islamischen Welt zur wichtigsten Autorität des Westens wird“. Abschließend meinte Kardinal Lehmann, der damalige Vorsitzende der Deutschen Bischofskonferenz, in Bezug auf die Vorlesung von Regensburg, dass es nichts zurückzunehmen oder zu entschuldigen gebe. Wenn die Diskussion um die Rede dazu gedient haben sollte, dass der Dialog zwischen Christentum und Islam ernsthafter werde, habe sie ihren guten Sinn gehabt. Kardinalstaatssekretär Tarcisio Bertone bezeichnete gegenüber Radio Vatikan den „Fall Regensburg“ als „archäologisches Relikt“. Der Papst habe bewiesen, dass er für einen wahren Dialog mit dem Islam offen sei.
Am 2. Mai 2008 empfing Papst Benedikt XVI. eine Delegation schiitischer Muslime aus dem Iran unter Führung von Mahdi Mostafavi. Der Heilige Stuhl und die iranischen Theologen hatten sich vorher in Rom auf eine gemeinsame Erklärung zum Thema „Glaube und Vernunft im Christentum und im Islam“ geeinigt. In der Erklärung wird unter anderem betont, dass Glaube und Vernunft „von sich aus gewaltlos“ seien und niemals für Gewalttätigkeit benutzt werden sollten.

##### Umgang mit der Priesterbruderschaft St. Pius X.
Nach einem Gespräch am 29. August 2005 mit Bernard Fellay, dem Generaloberen der traditionalistischen Priesterbruderschaft St. Pius X., unternahm Benedikt XVI. weitere Annäherungsschritte, indem er im Januar 2009 die Exkommunikation von vier Bischöfen der Bruderschaft aufhob, die durch Erzbischof Marcel Lefebvre 1988 ohne Einwilligung des damaligen Papstes geweiht worden waren. Benedikt zufolge mussten die vier Bischöfe „schon aus rein rechtlichen Gründen von der Exkommunikation losgesprochen werden“, da sie zuvor in einem Schreiben den Primat des Papstes im Allgemeinen und des amtierenden Papstes im Besonderen anerkannt hatten und daher der Grund der 1988 ausgesprochenen Exkommunikation – die Bischofsweihe ohne Zustimmung des Papstes – nicht mehr existent war. Benedikt XVI. stellte auch dar, dass es sich hierbei um den gleichen Vorgang handle, der auch in China analog zur Anwendung komme: Wenn ein dort ohne Zustimmung des Papstes geweihter Bischof den Primat des Papstes anerkenne, werde die gegen ihn verhängte Exkommunikation ebenfalls aufgehoben, da sie nicht mehr begründet sei. Durch diese Entscheidung dürfen die vier Bischöfe wieder die Sakramente – insbesondere die Kommunion und das Bußsakrament – empfangen, sie bleiben jedoch weiterhin suspendiert, dürfen also ihr Amt nicht ausüben, so dass ihre sämtlichen Amtshandlungen als unerlaubt angesehen werden. Zu diesen Bischöfen gehörte neben Fellay auch der 1989 und 2008 durch Holocaustleugnungen aufgefallene Richard Williamson.
Dieser Schritt des Papstes wurde von der Anti-Defamation League in den Vereinigten Staaten und dem Zentralrat der Juden in Deutschland missbilligt; die Priesterbruderschaft St. Pius X. selbst kritisierte Williamsons Aussagen und bat den Papst um Vergebung. Der Papst bezeichnete am 28. Januar 2009, ohne Williamson namentlich zu erwähnen, die Vernichtung der Juden in der Zeit des Nationalsozialismus als „Mahnmal gegen jedes Vergessen und Leugnen“ und versicherte dem jüdischen Volk seine „volle und unbestreitbare Solidarität.“ Das Staatssekretariat des Heiligen Stuhls bekräftigte am 4. Februar 2009 die Suspension der vier Bischöfe und erklärte, dass Richard Williamson „auf absolut unzweideutige und öffentliche Weise auf Distanz zu seinen Stellungnahmen zur Shoah gehen“ müsse, um zu einer Funktion als Bischof in der katholischen Kirche zugelassen zu werden, weiterhin, dass Benedikt XVI. zum Zeitpunkt der Aufhebung der Exkommunikation keine Kenntnis von Williamsons Leugnung des Holocausts hatte. Im Sommer 2009 gab der Stockholmer Bischof Anders Arborelius an, den Vatikan bereits im Herbst 2008 von Williamsons Holocaustleugnung unterrichtet zu haben; der vormalige Kurienkardinal Darío Castrillón Hoyos widersprach dieser Darstellung. Benedikt XVI. erklärte 2010 noch einmal, dass er in Kenntnis der Holocaustleugnung die Exkommunikation Williamsons nicht aufgehoben und dessen Fall separat von der Aufhebung der Exkommunikation der anderen drei Bischöfe behandelt hätte. Der damalige Leiter der deutschsprachigen Redaktion von Radio Vatikan, Pater Eberhard von Gemmingen, äußerte am selben Tag Kritik am Papst und seinen Medienberatern: „Der Papst hat bis jetzt kein Gespür beziehungsweise keinen Berater, der ihm sagt, was für politische Folgen diese oder jede Aussage hat.“
Es gab jedoch auch etliche jüdische Stimmen, die diesen Wortmeldungen widersprachen und die die Entscheidung des Papstes als interne Angelegenheit der katholischen Kirche betrachten, die den jüdisch-christlichen Dialog nicht in Gefahr bringe. Gary L. Krupp, jüdischer Präsident der Stiftung „Pave the Way“, kritisierte die seiner Meinung nach „verkürzten“ öffentlichen Berichte über die Aufhebung der Exkommunikation der vier Bischöfe der Piusbruderschaft und betonte, in der Vergangenheit hätten die durch Exkommunikationen verursachten Schismen zur Entstehung neuer religiöser Gemeinschaften geführt. Hätte der Papst, so Krupp, im Falle der Piusbruderschaft, die seiner Ansicht nach immerhin über schätzungsweise eine Million Anhänger verfüge, jetzt nicht die Initiative ergriffen, um dieses Schisma zu beenden, „könnten eines Tages unsere Kinder und Enkelkinder eine bösartige rechts gerichtete Religion hervorkommen sehen“. Mit Bezug auf Williamson fragte Krupp: „Sollen wir es zulassen, dass bizarre Aussagen und Überzeugungen dieses einen Mannes den jüdisch-katholischen Dialog schädigen, der dauernd als Hauptschwerpunkt der Kirche und dieses Pontifikats behandelt wurde? Wir sagen: nein!“
In einem Schreiben an die Bischöfe der katholischen Kirche bedauerte der Papst am 10. März 2009, „daß die Aufhebung der Exkommunikation überlagert wurde von dem Fall Williamson. Der leise Gestus der Barmherzigkeit gegenüber vier gültig, aber nicht rechtmäßig geweihten Bischöfen erschien plötzlich als etwas ganz anderes: als Absage an die christlich-jüdische Versöhnung, […] Ich höre, daß aufmerksames Verfolgen der im Internet zugänglichen Nachrichten es ermöglicht hätte, rechtzeitig von dem Problem Kenntnis zu erhalten. Ich lerne daraus, daß wir beim Heiligen Stuhl auf diese Nachrichtenquelle in Zukunft aufmerksamer achten müssen. Betrübt hat mich, daß auch Katholiken, die es eigentlich besser wissen konnten, mit sprungbereiter Feindseligkeit auf mich einschlagen zu müssen glaubten. Um so mehr danke ich den jüdischen Freunden, die geholfen haben, das Mißverständnis schnell aus der Welt zu schaffen und die Atmosphäre der Freundschaft und des Vertrauens wiederherzustellen, die – wie zur Zeit von Papst Johannes Paul II. – auch während der ganzen Zeit meines Pontifikats bestanden hatte und gottlob weiter besteht.“

##### Bioethik und Schutz des Lebens
Benedikt betonte schon in seiner ersten Predigt als Papst in der Lateranbasilika, dass er in Fragen der Abtreibung und der Sterbehilfe bei der Lehre der Kirche und den Positionen seines Vorgängers Johannes Pauls II. bleibe: „Als er sich den fälschlichen Interpretationen von Freiheit gegenübersah, hat er unmissverständlich die Unverletzlichkeit des menschlichen Wesens unterstrichen, die Unverletzlichkeit des menschlichen Lebens von der Empfängnis bis zum natürlichen Tod.“
Im Hinblick auf gentechnische Maßnahmen unterscheidet er in der von ihm approbierten Instruktion Dignitas personae zwischen therapeutischen und manipulativen Zielsetzungen. Genetische Eingriffe in menschliche Körperzellen mit streng therapeutischer Zielsetzung seien „prinzipiell sittlich erlaubt“, während es bezüglich einer Keimbahntherapie nicht statthaft sei, „etwas zu tun, das mögliche davon herrührende Schäden auf die Nachkommen überträgt“. Nichttherapeutische Zielsetzungen werden als Verletzung der menschlichen Würde angesehen und abgelehnt.
In seiner Enzyklika Caritas in veritate von 2009 würdigte Benedikt Technologie als Mittel, materielle Beschränkungen zu überwinden. Gleichzeitig betonte er Verantwortung – es dürfe nicht nur nach dem „Wie“, sondern müsse genauso nach dem „Warum“ gefragt werden. Er warnte vor „Entwicklung und Förderung von In-vitro-Fertilisation, Embryonenforschung, Möglichkeiten des Klonens und der Hybridisierung des Menschen.“ Zukünftig mögliche „systematische eugenische Geburtenplanung“ sei ebenso wie Abtreibung Ausdruck einer „Kultur des Todes“. In demselben Zusammenhang verurteilte Benedikt wiederum Sterbehilfe als „Ausdruck der Herrschaft über das Leben, das unter bestimmten Bedingungen als nicht mehr lebenswert betrachtet wird.“
Im Bereich des Umweltschutzes erklärte Ratzinger schon 1981 als Erzbischof, dass der Auftrag Gottes an den Menschen, sich die Erde untertan zu machen, nicht deren Ausbeutung, sondern die Pflege der Erde meine. Diese solle der Ehrung von Gottes Schöpfung dienen. Als Papst führte er die Bemühungen seiner Vorgänger auf diesem Gebiet weiter. Er sah in einer geschädigten Umwelt Gefahren für den Frieden und forderte technisch fortgeschrittene Gesellschaften zur Nüchternheit auf, um ärmeren nicht natürliche Ressourcen zu entziehen. So betonte er, dass zwar die Umwelt nicht dem Menschen vorzuziehen sei, aber Raubbau nicht sein dürfe. Die Erde müsse den zukünftigen Generationen in einem für ihr Leben würdigen Zustand übergeben werden. In diesem Sinne folgen laut Benedikt Pflichten gegenüber der Umwelt aus den Pflichten gegenüber den Menschen.

##### Rede im Deutschen Bundestag am 22. September 2011
Am 22. September 2011 hielt Papst Benedikt XVI. im Rahmen seiner dritten apostolischen Reise nach Deutschland auf Einladung des Bundestagspräsidenten Norbert Lammert eine vielbeachtete Rede im Deutschen Bundestag. Es war die erste Rede eines Papstes vor einem gewählten deutschen Parlament. In dieser Rede unterbreitete er Gedanken über die Grundlagen des freiheitlichen Rechtsstaats. Besondere Aufmerksamkeit erlangte dabei der Begriff einer „Ökologie des Menschen“, den er im Rahmen seiner Verteidigung des Naturrechts erörterte. Mehrere Dutzend Abgeordnete aus den Oppositionsfraktionen nahmen an der Bundestagssitzung aus Protest nicht teil.

##### Liturgie

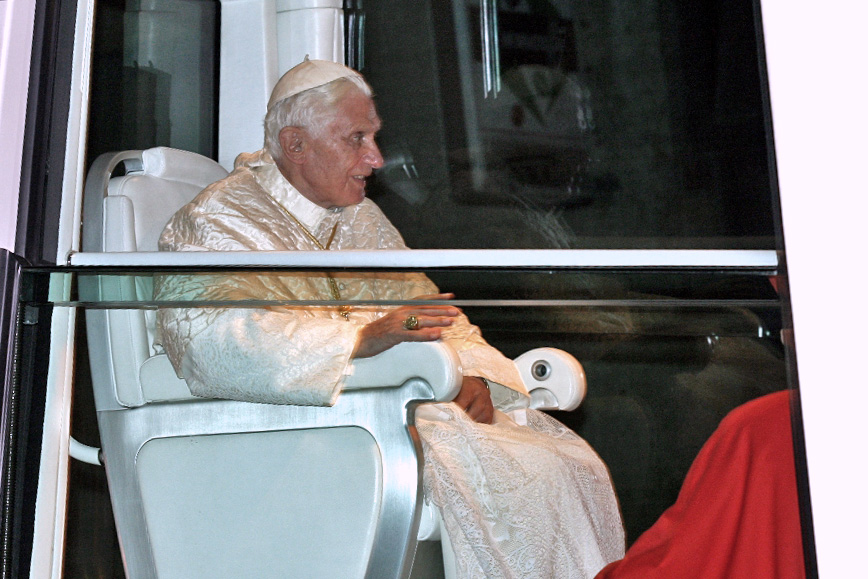
Benedikt XVI. mit der weißen Mozetta der Osterzeit (2011)

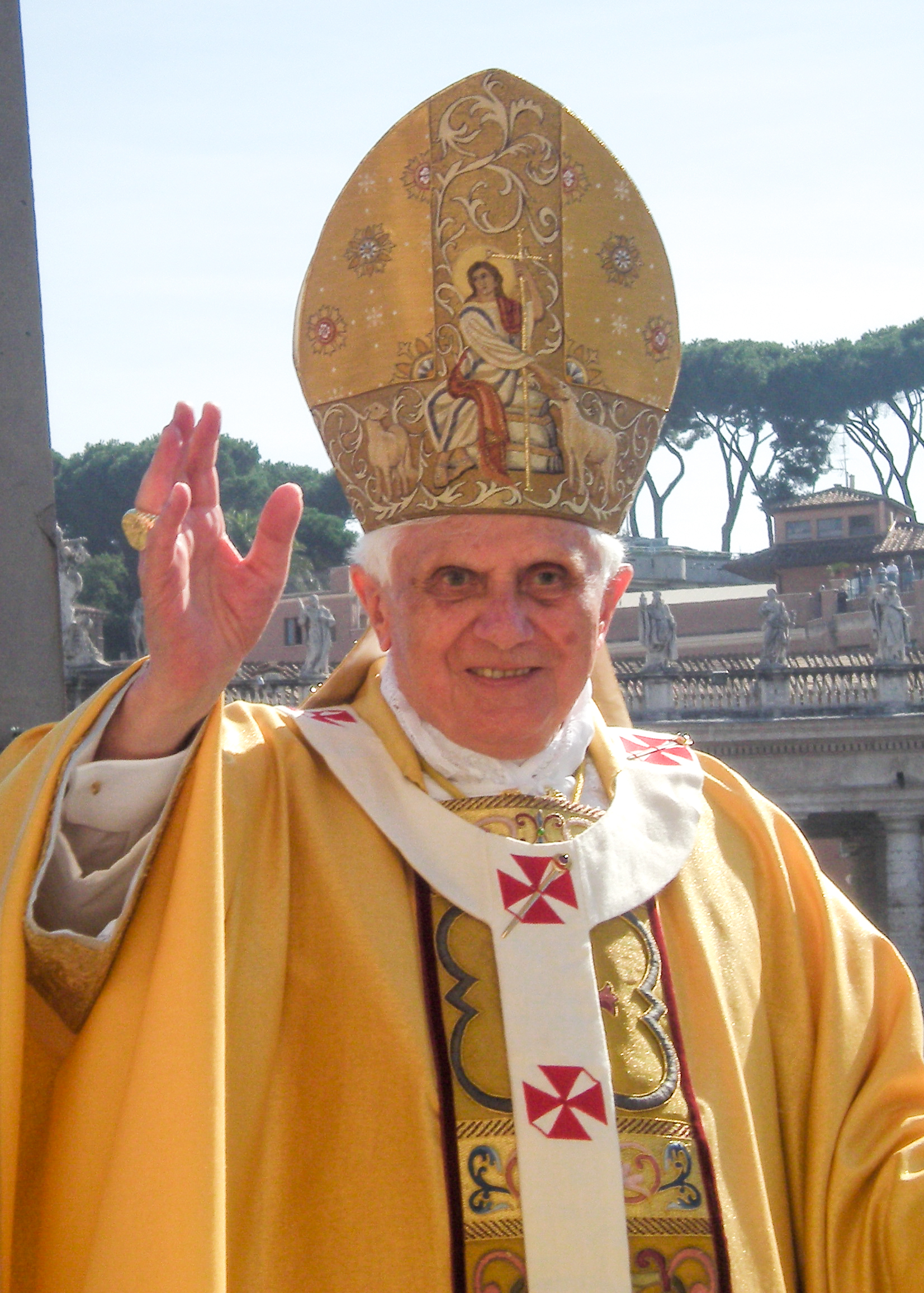
Benedikt XVI. mit dem neuen, rundgewebten Pallium (2008)

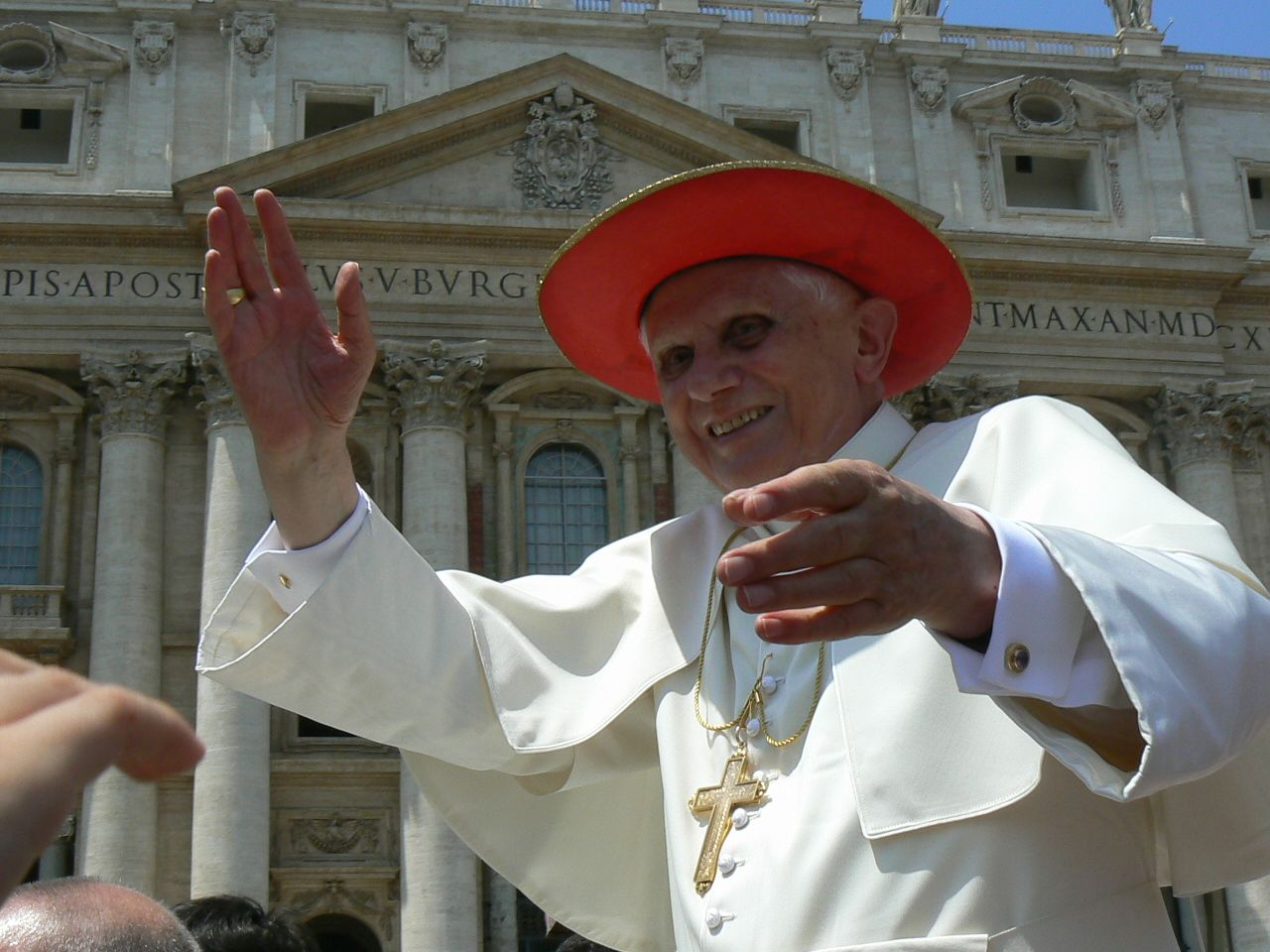
Benedikt XVI. mit dem roten Saturno (2007)

Die Frage nach Wesen und Gestalt der Liturgie zeigte sich als ein Schwerpunkt des Pontifikats. Auf Wunsch des Papstes wurde die Edition seiner „Gesammelten Schriften“, herausgegeben durch den damaligen Bischof von Regensburg Gerhard Ludwig Müller, 2008 mit seinen Beiträgen zur Liturgie (Band 11) eröffnet, weil diese „für mein Denken bezeichnend ist.“
Schon als Kardinal kritisierte Ratzinger verschiedene Erscheinungen in der Umsetzung der Liturgiereform nach dem Zweiten Vatikanum und zeigte sich persönlich davon „überzeugt, daß die Kirchenkrise, die wir heute erleben, weitgehend auf dem Zerfall der Liturgie beruht.“ Er beschrieb in seinem im Jahr 2000 erschienenen Buch Der Geist der Liturgie, dass die Kirche beim liturgischen Vollzug stets auf die gemeinsame Ausrichtung von Priester und Gläubigen nach Osten (ersatzweise nach einem „Osten des Glaubens“) zu achten habe. Die Gleichrichtung der Versammelten habe eine Prozession des teilnehmenden Gottesvolks versinnbildlicht, während die Wendung des Priesters zum Volk einen in sich geschlossenen Kreis forme, also keinen Aufbruch mehr symbolisiere. Dabei machte er darauf aufmerksam, dass diese Auffassung von Liturgie in der Neuzeit verdunkelt worden sei und „jede Zeit das Wesentliche neu finden und ausdrücken“ müsse. In diesem Sinne befürwortete er jene Heranrückung des Altars und damit des eigentlichen Ortes des Messopfers an das Volk, welche die Liturgiereform gebracht hatte. Er plädierte dafür, dem Altarkreuz seinen zentralen Platz in der Liturgie zurückzugeben, es also wieder in die Mitte des Altars zu stellen, damit sich Priester und Gläubige sichtbar „zum Herrn hin“ wenden.
Im Juli 2007 erklärte Papst Benedikt XVI. im Apostolischen Schreiben Summorum Pontificum, dass die heilige Messe von jedem Priester außer in der ordentlichen Form (forma ordinaria) des römischen Ritus nach dem Messbuch Pauls VI. ohne weiteres auch in der außerordentlichen Form (forma extraordinaria) des römischen Ritus nach dem zuletzt unter Johannes XXIII. 1962 gedruckten Messbuch gefeiert werden dürfe, da diese überlieferte Form nie abgeschafft worden sei. In einem Begleitbrief an alle Bischöfe betonte der Papst den pastoralen Aspekt seiner Anordnung. Nach Ansicht einiger Beobachter stellte er mit diesem Schritt die theologische Grundlegung der auf das Zweite Vatikanische Konzil folgenden Liturgiereform in Frage. Als eine von Benedikt 2008 in der Sixtina am historischen Hochaltar statt am zwischenzeitlich gebrauchten Volksaltar zelebrierte Messe die diesbezügliche Diskussion erneut aufkommen ließ, erklärte der Vatikan, der Papst beabsichtige nicht, die Liturgiereform rückgängig zu machen, und verwies dabei auf die von der Form unabhängigen theologischen Grundgedanken der Feier in gemeinsamer Ausrichtung.
Auf die nach Benedikts Motu proprio Summorum Pontificum lautgewordene kirchliche und jüdische Kritik an der Verwendung der früheren Karfreitagsfürbitte für die Juden reagierte der Papst mit der Abfassung und Verordnung einer Neuformulierung dieser Bitte allein für die außerordentliche Form. Dass er nicht die von einigen als antijudaistisch beurteilte Fürbitte vollständig zugunsten der für die ordentliche Form seit 1970 geltenden Fassung abschaffte, löste eine öffentliche Diskussion aus und belastete nach Meinung einiger Beobachter den jüdisch-christlichen Dialog.
In einem Brief vom 14. April 2012 an Erzbischof Zollitsch als damaligen Vorsitzenden der Deutschen Bischofskonferenz verfügte Benedikt, dass im deutschen Messbuch die Worte „pro multis“ in den Kanongebeten der Messe künftig wieder wortgetreu mit „für viele“ statt „für alle“ wiederzugeben seien. Dies wurde 2013 in der Neuausgabe des deutschsprachigen katholischen Gebet- und Gesangbuchs Gotteslob umgesetzt, eine Revision des offiziellen deutschen Altarmessbuchs steht jedoch noch aus.
Die Betonung liturgischer Kontinuität kommt im Pontifikat des Papstes auch zeichenhaft zum Ausdruck. Nach der Neubesetzung der Stelle des päpstlichen Zeremonienmeisters mit dem italienischen Priester Guido Marini wurden die im Buch Der Geist der Liturgie angedachten Änderungen in der päpstlichen Liturgie umgesetzt. Zudem benutzte Benedikt häufig Paramente, die in ihrer Formensprache an gotische oder barocke Ausführungen erinnern. Die modern gestaltete Ferula, die seit Paul VI. benutzt worden war, ließ er 2009 – auch aufgrund ihrer Größe und ihres hohen Gewichts, das zusammen mit den schweren Paramenten beim Gehen hinderlich ist – durch ein an klassische Ausführungen angelehntes Modell ersetzen, das ihm vom römischen Wohltätigkeitsverband „Circolo San Pietro“ geschenkt worden war.

#### Päpstliche Reisen

Länder, die Benedikt XVI. während seiner Amtszeit besuchte (dunkelblau: mehrfache Besuche)

Benedikt XVI. absolvierte insgesamt 24 apostolische Reisen in das außeritalienische Ausland sowie 31 inneritalienische Pastoralreisen (einschließlich San Marino) und zwei italienische Staatsbesuche. Er knüpfte damit an die Reisetätigkeit seines Vorgängers an, der in seiner 26-jährigen Amtszeit insgesamt 104 Auslandsreisen unternommen hatte.
Die erste Auslandsreise führte Benedikts XVI. im August 2005 zum XX. Weltjugendtag in Köln; weitere apostolische Reisen nach Deutschland fanden 2006 und 2011 statt.
Auf seinen weiteren apostolischen Reisen besuchte er Polen, die Türkei, Brasilien, Österreich, die Vereinigten Staaten, Australien (XXIII. Weltjugendtag), Frankreich, Kamerun, Angola, Jordanien, Israel, Tschechien, Malta, Portugal, Zypern, das Vereinigte Königreich, Kroatien, Benin, Mexiko und Kuba. Seine letzte Auslandsreise führte ihn im September 2012 in den Libanon.
Bei seinen inneritalienischen Pastoralreisen besuchte Benedikt XVI. unter anderem Mailand, Venedig, Neapel, Turin mit Pilgerfahrt zum Turiner Grabtuch, Genua, Verona und je zweimal die Wallfahrtsorte Assisi und Loreto. Die Sommermonate verbrachte er jedes Jahr überwiegend in der päpstlichen Sommerresidenz von Castel Gandolfo in den Albaner Bergen.

#### Amtsverzicht
Am 11. Februar 2013 kündigte Benedikt XVI. während eines Konsistoriums an, zum 28. Februar 2013 um 20 Uhr (MEZ), „auf das Amt des Bischofs von Rom […] zu verzichten“. Er sei „zur Gewissheit gelangt“, dass seine Kräfte infolge des vorgerückten Alters nicht mehr geeignet seien, „um in angemessener Weise den Petrusdienst auszuüben“. In einem Brief vom 28. Oktober 2022 teilte Benedikt seinem Biographen Peter Seewald mit: „Das zentrale Motiv [des Rücktritts] war die Schlaflosigkeit, die mich seit dem Weltjugendtag in Köln ununterbrochen begleitete.“ „Mein Arzt hatte anfangs keine Bedenken, auch starke Mittel einzusetzen, die zunächst die volle Verfügbarkeit am nächsten Tag garantierten“. Sie seien jedoch bald „an ihre Grenzen“ gelangt und hätten die Verfügbarkeit „immer weniger sicherstellen“ können. Auf seiner Reise nach Mexiko und Kuba im März 2012 sei er nach seiner ersten Übernachtung mit einer blutenden Kopfverletzung ohne Erinnerung an deren Entstehung erwacht. Ein neuer Leibarzt habe deshalb auf einer „Reduktion der Schlafmittel“ und darauf bestanden, dass er auf Reisen nur noch am Vormittag tätig sei. „Es war klar, dass ich“ den Weltjugendtag 2013 in Rio de Janeiro „unter diesen Umständen nicht mehr bewältigen könnte, sondern dass ein neuer Papst die Aufgabe übernehmen müsste. Das bedeutete die Notwendigkeit meines Rücktritts vor Ostern 2013.“
Zum ersten Mal seit den Amtsenthebungen von Gregor XII., Benedikt XIII. und Johannes XXIII. durch das Konzil von Konstanz in den Jahren 1415 bzw. 1417 schied damit ein Papst nicht durch Tod aus dem Amt. Aus eigener Entscheidung hatte dies zuletzt 1294 Coelestin V. getan, dessen Reliquien Benedikt XVI. im April 2009 in L’Aquila und im Juli 2010 nach deren Überführung aufgrund des Erdbebens in Sulmona verehrte.
Zu den letzten Amtshandlungen Benedikts XVI. gehörte die Annahme des Rücktrittsgesuchs Kardinals Keith Patrick O’Briens vom Amt des Erzbischofs von Saint Andrews und Edinburgh zum 25. Februar 2013 sowie der Erlass des Motu proprio Normas nonnullas am 22. Februar 2013, das dem Kardinalskollegium das Recht einräumt, über einen Beginn des Konklaves noch vor dem fünfzehnten Tag der Sedisvakanz abzustimmen, wenn die Anwesenheit aller Wahlberechtigten feststeht. Bereits beim Konklave zur Wahl seines Nachfolgers wurde davon Gebrauch gemacht, so dass dieses schon am 12. März begann. Einen Tag später wurde der argentinische Kardinal Jorge Mario Bergoglio zum neuen Papst gewählt und nahm den Papstnamen Franziskus an.

### Emeritierter Papst

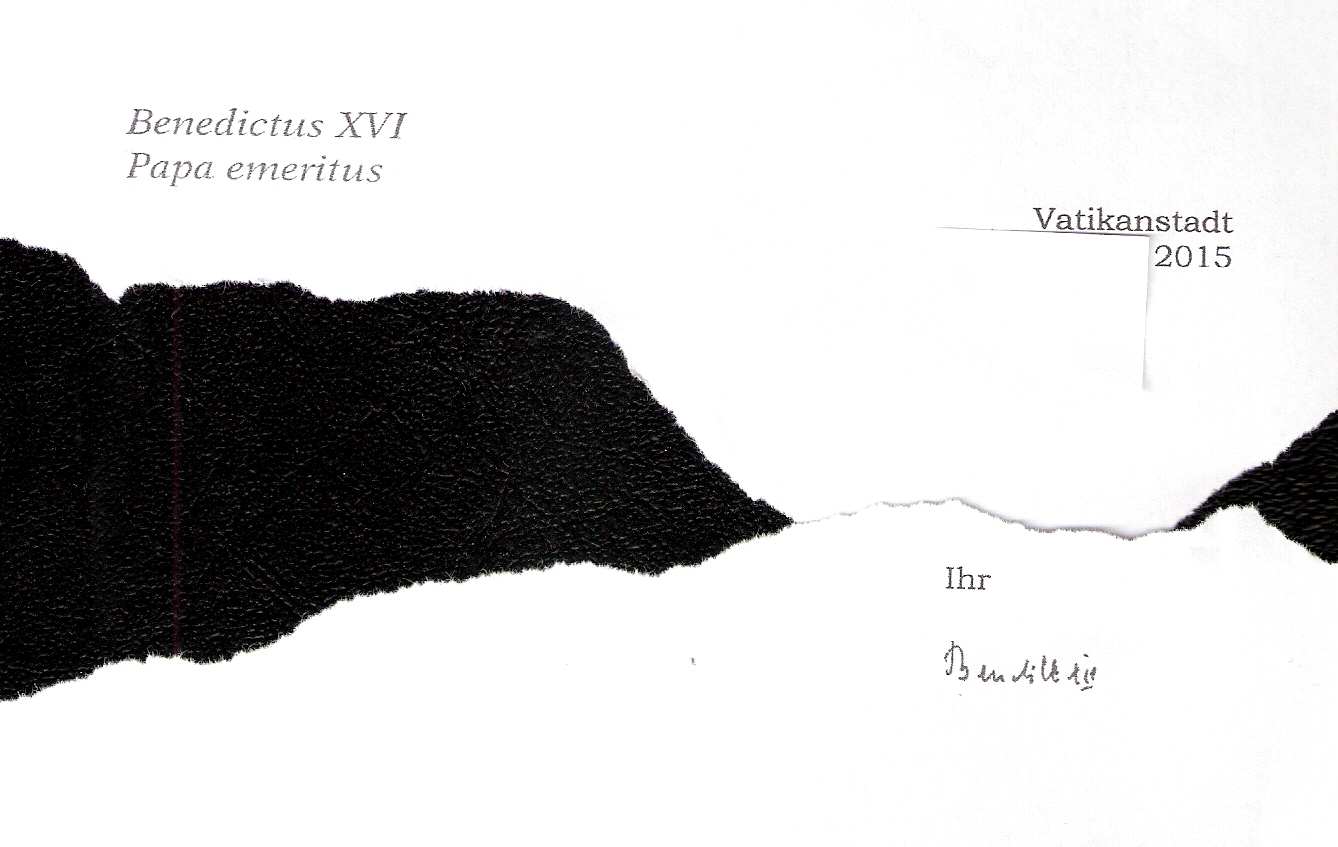
Briefkopf und Unterschrift Benedikts XVI. als emeritierter Papst

Nach einer Generalaudienz auf dem Petersplatz am 27. Februar 2013 und weiteren Audienzen am 28. Februar zog sich Benedikt XVI. am Nachmittag nach Castel Gandolfo zurück, wo er sich am frühen Abend ein letztes Mal als Papst den Gläubigen zeigte. Um 20 Uhr MEZ schlossen die Gardisten der Schweizergarde die Tore des Papstpalastes und verließen ihre Posten, was der Öffentlichkeit das Ende des Pontifikats anzeigte. Benedikt XVI. wurde als „emeritierter Papst“ bzw. „emeritierter römischer Pontifex“ (Summus Pontifex emeritus) bezeichnet, mit der Anrede „Heiliger Vater“ oder „Euer Heiligkeit“. In einem FAZ-Bericht von Jörg Bremer wünschte Benedikt allerdings selbst, dass er lediglich als „Vater Benedikt“ angesprochen werden solle.
Des Weiteren trug er weiterhin die weiße Soutane, jedoch ohne Pellegrina und Zingulum, und den weißen Pileolus.
Am 23. März 2013 empfing Benedikt XVI. in Castel Gandolfo Papst Franziskus zu einem privaten Besuch. Damit kam es erstmals seit über 700 Jahren zu einem Zusammentreffen zwischen einem emeritierten Papst und seinem Amtsnachfolger. Franziskus bezeichnete sich und Benedikt XVI. als „Brüder“, und beide teilten sich in einer kleinen Kapelle eine Gebetsbank. Der emeritierte Papst gelobte seinem Nachfolger bedingungslosen Gehorsam.
Nachdem ein Bereich des Klosters Mater Ecclesiae für ihn als Wohnsitz umgebaut worden war, kehrte Benedikt am 2. Mai 2013 in den Vatikan zurück, wo er von Papst Franziskus begrüßt wurde. Das erste öffentliche Konsistorium seines Nachfolgers Papst Franziskus am 22. Februar 2014 feierte er im Petersdom mit. Am 4. März 2014 gab Papst Franziskus ein Interview, in dem er erstmals ausführlich zum Verhältnis zu seinem Vorgänger Stellung nahm, unter anderem zum gemeinsamen Beschluss, dass Benedikt wieder mehr am öffentlichen kirchlichen Leben teilhaben solle. Im März 2014 führte die Mailänder Tageszeitung Corriere della Sera ein Interview mit Benedikt XVI. Am 27. April 2014 nahm er an der Heiligsprechung der Päpste Johannes XXIII. und Johannes Paul II. durch Papst Franziskus auf dem Petersplatz teil und ebenso an der Seligsprechung von Papst Paul VI. am 19. Oktober 2014.

Blumenbeet mit dem Wappen Benedikts XVI. in den Vatikanischen Gärten (2016)

Im Juli 2018 sorgte die Veröffentlichung des von Benedikt XVI. eigentlich für den internen Gebrauch verfassten Essays Gnade und Berufung ohne Reue für Aufsehen. Der Text befasst sich mit der Verhältnisbestimmung der katholischen Kirche zum Judentum und präzisiert die Begriffe „Substitutionstheologie“ und „nicht gekündigter Bund“.
In einem „mit ausdrücklicher Genehmigung von Franziskus“ im April 2019 veröffentlichten Aufsatz zum Treffen der Vorsitzenden aller Bischofskonferenzen der Welt im Februar 2019 machte Benedikt XVI. die „Lockerung der Moral“ im Zuge der 68er-Bewegung für den sexuellen Missbrauch in der katholischen Kirche mitverantwortlich. In dieser Zeit habe sich auch ein „Zusammenbruch der katholischen Moraltheologie“ ereignet, der Teile der Kirche „wehrlos gegenüber den Vorgängen in der Gesellschaft“ gemacht habe. In Priesterseminaren hätten sich „homosexuelle Clubs gebildet, die mehr oder weniger offen agierten und das Klima in den Seminaren deutlich veränderten“. Nötig sei die Rückbesinnung von Gesellschaft und Kirche auf die grundlegenden christlichen Werte, die Liebe und die Offenbarung Gottes, da nur durch Gottesferne solche Ausmaße an Missbrauch und Pädophilie hätten entstehen können. Der Text rief Kritik auch bei katholischen Theologen hervor und wurde kontrovers diskutiert.
In einem 2019 geschriebenen Aufsatz in dem von Kurienkardinal Robert Sarah 2020 publizierten Buch Des profondeurs de nos cœurs („Aus der Tiefe unserer Herzen“) bezeichnete der Emeritus den Zölibat als Grundvoraussetzung dafür, dass die Annäherung des Priesters an Gott die Grundlage des priesterlichen Lebens bleibe. Sein Dienst sei, da er die völlige Hingabe an Gott erfordere, mit einer Ehe unvereinbar. Das Buch erweckte bei der ersten Vorstellung durch Namen und Bild Benedikts XVI. auf dem Einband und seine Unterschrift unter Vor- und Nachwort den Eindruck, dieser sei Mitherausgeber. Davon distanzierte Benedikt XVI. sich und veranlasste die Entfernung der irreführenden Angaben. Als heikel wurde von Kommentatoren die Veröffentlichung vor der päpstlichen Stellungnahme Querida Amazonia zur Amazonassynode und ihrem Vorschlag angesehen, in Amazonien geeignete Männer auch dann zur Priesterweihe zuzulassen, wenn sie bereits eine Familie hätten. Das Kölner domradio sah darin „schon eine gewisse Brisanz“ und mutmaßte, Benedikt werde missbräuchlich „von seinem Umfeld vorgeschoben“. In der im Mai 2020 erschienenen Biografie Benedikt XVI. Ein Leben von Peter Seewald zitierte dieser den Emeritus im Kapitel Letzte Fragen an Benedikt XVI. wie folgt: „Die Behauptung, dass ich mich regelmäßig in öffentliche Debatten einmische, ist eine bösartige Verzerrung der Wirklichkeit.“ Seine „persönliche Freundschaft mit Papst Franziskus“ sei „nicht nur geblieben, sondern gewachsen.“
Vom 18. bis 22. Juni 2020 reiste der emeritierte Papst nach Regensburg, um dort seinen Bruder Georg Ratzinger zu besuchen, dessen Gesundheitszustand sich in den Tagen zuvor zunehmend verschlechtert hatte. Außerdem besuchte er sein früheres Wohnhaus in Pentling und das Familiengrab in Ziegetsdorf. Die Reise war Benedikts erster Aufenthalt außerhalb Italiens seit dem Amtsverzicht. Georg Ratzinger starb am 1. Juli 2020. Nach seiner Rückkehr nach Rom erkrankte Benedikt XVI. an einer Gesichtsrose.
Joseph Ratzinger spielte Klavier und hatte eine Vorliebe für klassische Musik von Mozart und Bach.

### Tod und Begräbnisfeier

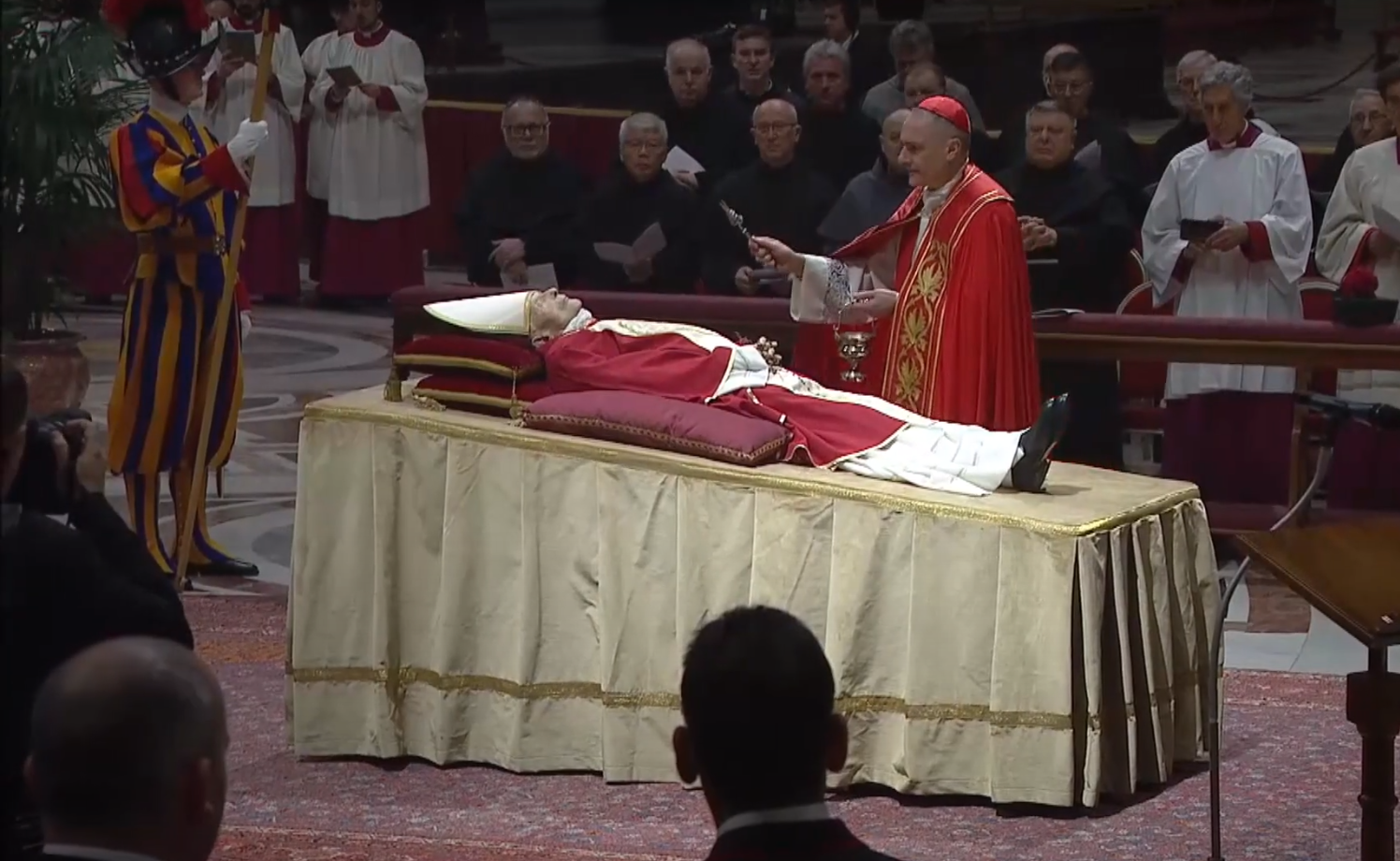
Der verstorbene Benedikt XVI. wurde nach seinem Tod drei Tage im Petersdom aufgebahrt

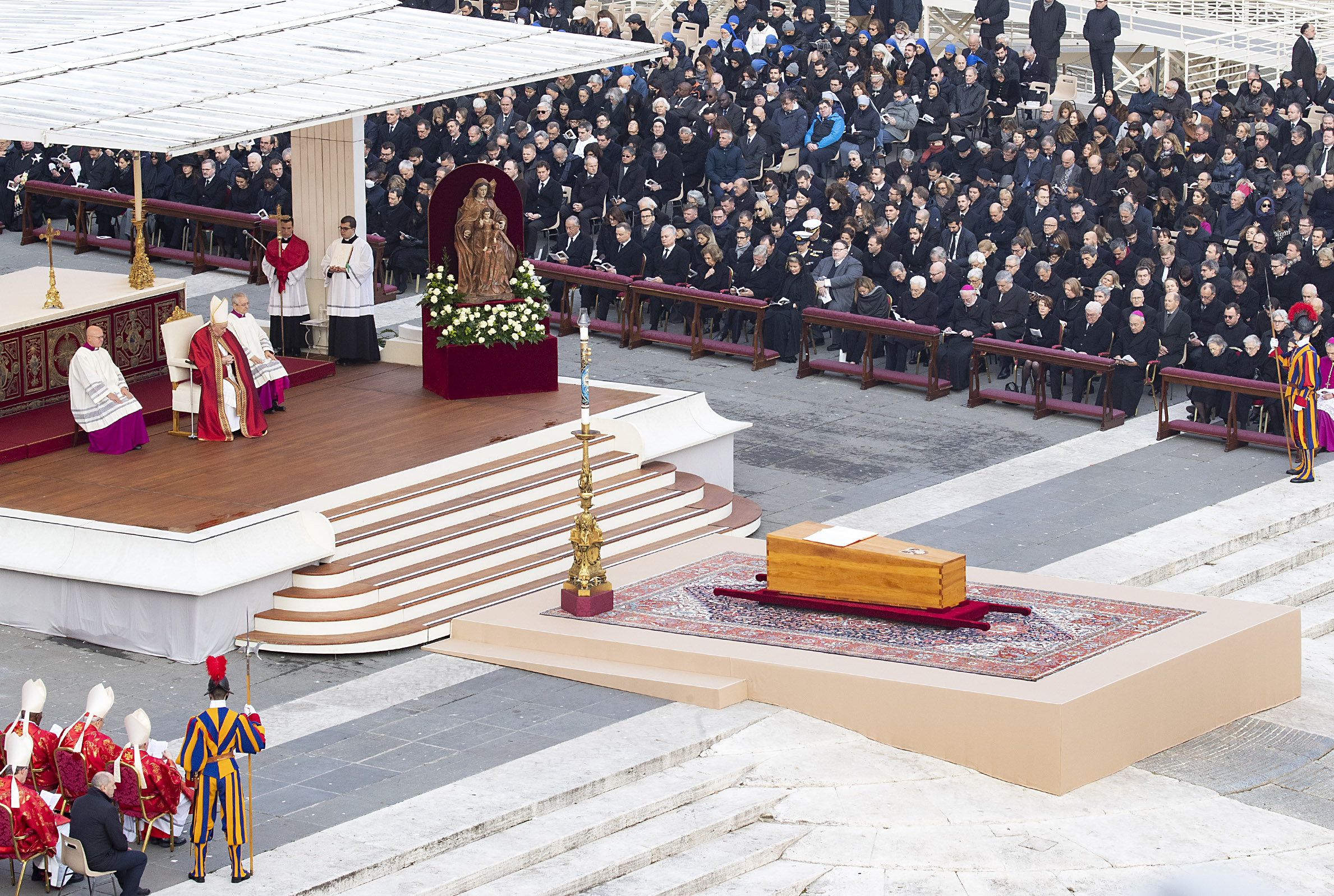
Begräbnisfeier am 5. Januar 2023

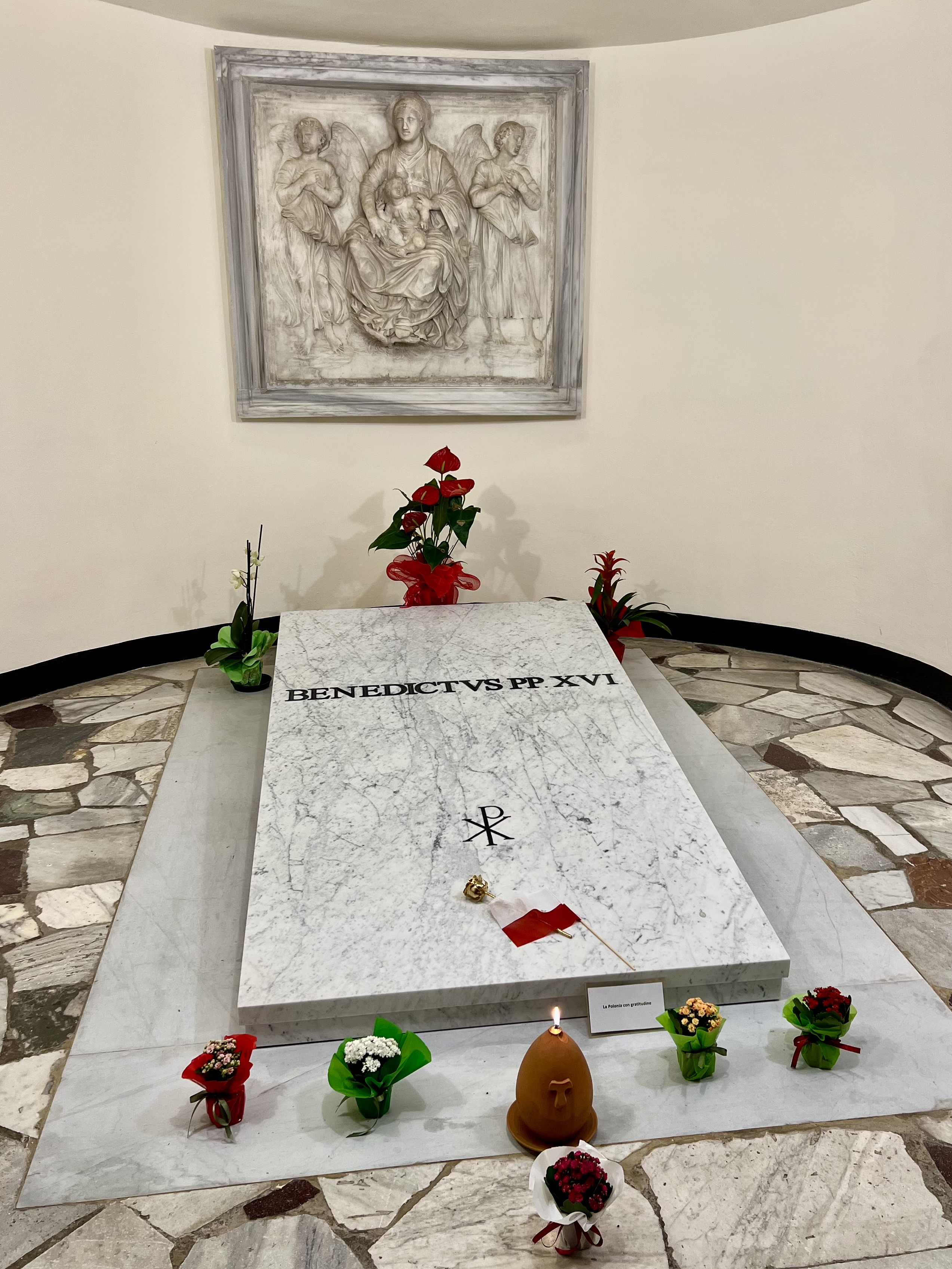
Grab Benedikts XVI. in den Vatikanischen Grotten

Am 28. Dezember 2022 rief Papst Franziskus bei seiner Generalaudienz dazu auf, den emeritierten Papst ins Gebet einzubeziehen, da dieser „sehr krank“ sei. Laut Berichten aus dem Vatikan verschlechterte sich die Gesundheit Benedikts XVI. im Laufe des Tages zusehends, und lebenswichtige Körperfunktionen hätten nachgelassen. Am 31. Dezember 2022 starb er um 9:34 Uhr im Alter von 95 Jahren im Kloster Mater Ecclesiae in der Vatikanstadt. Damit ist er ein weiterer Papst nach Silvester I., der am 31. Dezember verstorben ist. Die Begräbnisfeier am 5. Januar 2023 fand unter Leitung von Papst Franziskus in Konzelebration mit den Kardinälen Giovanni Battista Re, Leonardo Sandri und Francis Arinze statt; 50.000 Menschen nahmen daran teil. Im Anschluss wurde Benedikt auf eigenen Wunsch in den vatikanischen Grotten im ehemaligen Grab seines Vorgängers Johannes Paul II. beigesetzt.

## Papstwappen
Benedikt XVI. nahm als Papst ein neues Wappen an, das Andrea Cordero Lanza di Montezemolo entworfen hatte. Das neue Papstwappen enthält Symbole, die sich bereits in seinem erzbischöflichen Wappen fanden: den Korbiniansbären des Diözesanpatrons Korbinian aus dem Stadtwappen Freisings sowie den gekrönten Mohren aus dem Wappen der Erzbischöfe von München-Freising, ergänzt durch eine Muschel als Anspielung auf eine Legende über den vom Papst besonders geschätzten Theologen Augustinus.
Benedikt ließ überraschenderweise die sich jahrhundertelang mit den gekreuzten Schlüsseln über dem Wappenschild erhebende päpstliche Tiara durch eine einfache bischöfliche Mitra ersetzen, die aber ähnlich wie bei den Kronreifen der Tiara mit drei goldenen Bändern geschmückt ist, die für die drei Gewalten des Papstes stehen: Weiheamt, Jurisdiktion und Lehramt. Diese sind vertikal im Zentrum miteinander verbunden, um ihre Einheit in derselben Person aufzuzeigen. Durch die Wahl der Mitra anstelle der Tiara im päpstlichen Wappen soll die von Benedikt XVI. immer wieder betonte Kollegialität der Bischöfe dargestellt werden. Die Standarte der Schweizergarde zeigte allerdings Benedikts Wappen weiterhin mit der Tiara bekrönt. Unter dem Wappenschild ist – als Zeichen der Aufsicht und des Hirtenamtes eines Metropoliten – erstmals in einem Papstwappen das Pallium dargestellt.

## Papst-Benedikt-XVI.-Stiftungen und -Museen
In sechs Einrichtungen wird das geistige Erbe Joseph Ratzingers / Benedikts XVI. erforscht und bewahrt, bzw. sein Leben und Werk dargestellt.
- Joseph Ratzinger Papst Benedikt XVI.-Stiftung in München, gegründet 2007 auf Initiative seines Schülerkreises. Ziel ist die Erschließung von Joseph Ratzingers theologischem Werk für die Öffentlichkeit und die Förderung einer Theologie in seinem Geist.
- Institut Papst Benedikt XVI. in Regensburg, gegründet 2008 durch den Regensburger Bischof Gerhard Ludwig Müller. Das Institut erfasst und erforscht die Werke Ratzingers und gibt sie unter dem Titel Joseph Ratzinger Gesammelte Schriften heraus. Ihm gehört das Wohnhaus Joseph Ratzingers in Pentling.
- Fondazione Vaticana Joseph Ratzinger – Benedetto XVI (Vatikanische Stiftung Joseph Ratzinger – Benedikt XVI.) im Vatikan, gegründet 2010 auf Initiative seines Schülerkreises. Die Stiftung will das theologische und spirituelle geistige Erbe Joseph Ratzingers bewahren und fördern. Sie verleiht seit 2011 alljährlich den Joseph-Ratzinger-Preis.
- Stiftung Geburtshaus Papst Benedikt XVI. in Marktl am Inn, gegründet 2005 vom Passauer Bischof Wilhelm Schraml. Die Stiftung hat das Geburtshaus Ratzingers erworben und darin ein 2007 eröffnetes biographisches Museum eingerichtet, in dem sein persönlicher und geistlicher Lebensweg dargestellt wird.
- Wohnhaus Papst Benedikt XVI. in Pentling. Das Haus hat Papst Benedikt XVI. 2010 dem Regensburger Institut Papst Benedikt XVI. übereignet, das darin ein 2012 eröffnetes biographisches Museum mit Begegnungsstätte und Archiv eingerichtet hat.
- Studienbibliothek Joseph Ratzinger / Benedikt XVI. im Römischen Institut der Görres-Gesellschaft am Campo Santo Teutonico, eingeweiht am 18. November 2015. Bei dem inzwischen auf über 2000 Titel angewachsenen Bestand handelt es sich um die Veröffentlichungen des Professors und Papstes Joseph Ratzinger / Benedikt XVI. in allen Sprachen sowie um Studien über ihn. Diese Bibliothek, deren Kernbestand von ihm selbst gestiftet wurde, ist nach seinem Willen in der vom RIGG betreuten Gemeinschaftsbibliothek der Öffentlichkeit vor Ort zugänglich.

## Denkmäler und Erinnerungsorte
- Benediktweg 2005

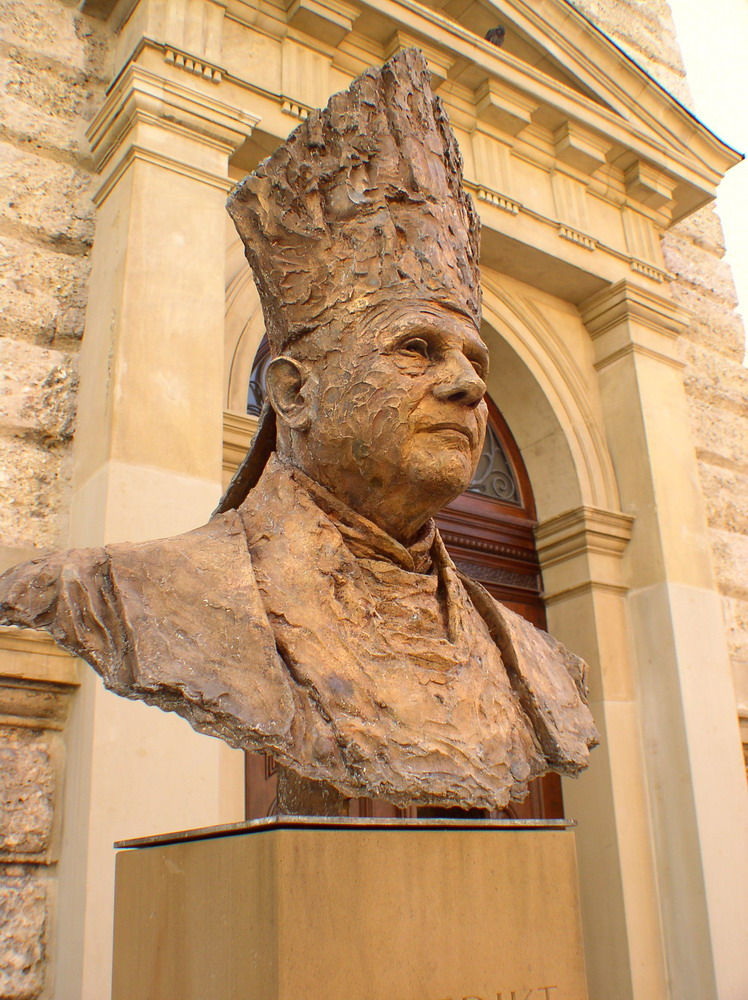
Büste Benedikts XVI. vor seiner Primizkirche St. Oswald in Traunstein. Bildhauer: Johann Brunner

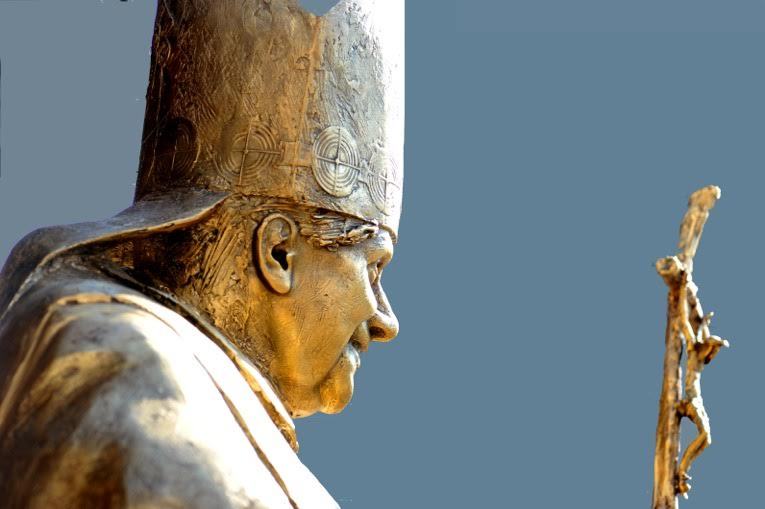
Bronzestatue Benedikts XVI. an der Wand des Kongregationssaales auf dem Kapellplatz in Altötting

- Mosaikmedaillon in Sankt Paul vor den Mauern 2005
- Bronzerelief im Münchner Liebfrauendom von Josef Alexander Henselmann 2006
- Gedenktafel in Köln 2006, eingelassen im Boden an der Stelle, an der Benedikt XVI. 2005 das Rheinschiff verließ, um zum Dom zu pilgern
- Büste in der Universität Regensburg von Christiane Mayr 2006
- Benediktsäule Marktl von Joseph Michael Neustifter 2006
- Benediktsäule von Joseph Michael Neustifter in Velletri vor der Titelkirche Kardinal Ratzingers 2007
- Gedenktafel mit Besuchsdatum an der Münchner Mariensäule 2007
- Bronzebüste vor der Stadtpfarrkirche St. Oswald, Traunstein, von Johann Brunner 2007[259]
- Benediktsäule im Prälatengarten vor dem Kloster Metten 2007
- Bronzestatue in Castrignano del Capo 2008
- Bronzerelief mit Johannes Paul II. an der Außenseite des Kölner Doms (Roncalliplatz) in Erinnerung an den XX. Weltjugendtag von Bert Gerresheim, 2009
- Bronzerelief im Freiburger Münster von Wolfgang Eckert 2011
- Papst- und erzbischöfliches Wappen Benedikts XVI. mit dem Zeitraum seines Pontifikats im Münchner Liebfrauendom 2013
- Bronzebüste in der Päpstlichen Akademie der Wissenschaften von Fernando Delia 2014[260]
- Bronzestatue am Eingang der Philosophisch-Theologischen Hochschule Benedikt XVI. in Heiligenkreuz von Raphael Statt 2015[261]
- Bronzestatue an der Wand des Kongegrationssaales auf dem Kapellplatz in Altötting von Joseph Michael Neustifter 2016[262]

- Bronzedenkmal vor der Schottenkirche St. Jakob in Regensburg in Erinnerung an den Papstbesuch 2006 von Joseph Michael Neustifter, 2017

## Auszeichnungen, Ehrungen und Mitgliedschaften
Im Jahr 1991 wurde Ratzinger Mitglied der Europäischen Akademie der Wissenschaften und Künste in Salzburg/Österreich. Darüber hinaus war Benedikt XVI. Mitglied beziehungsweise korrespondierendes Mitglied weiterer wissenschaftlicher Akademien in Europa, Ehrendoktor von zehn Hochschulen und Ehrenbürger der Gemeinden Pentling (1987), Marktl (1997), Traunstein (2006), Regensburg (2006), Aschau am Inn (2006), Altötting (2006), Tittmoning (2007), Brixen (2008), Mariazell (2009), Freising (2010), Romano Canavese (2010), Natz-Schabs (2011) und Surberg (2018). Für seine schriftstellerische Tätigkeit wurde er in Italien mit drei Literaturpreisen bedacht.
Ratzinger erhielt bereits vor seinem Pontifikat in Deutschland, Italien und anderen Ländern zahlreiche Orden und Auszeichnungen; dazu gehören das Großkreuz des nationalen Verdienstordens der Republik Ecuador (1977), der Bayerische Maximiliansorden für Wissenschaft und Kunst (1995) sowie der Karl-Valentin-Orden des Münchner Faschings (1989). Die Bundesrepublik Deutschland zeichnete ihn zunächst 1985 mit dem Großen Verdienstkreuz des Verdienstordens der Bundesrepublik Deutschland mit Stern und Schulterband aus; 1994 wurde ihm mit dem Großkreuz des Verdienstordens der Bundesrepublik Deutschland die höchste Ordensstufe verliehen. Eine im Rahmen eines Staatsbesuches 2011 vorgesehene Verleihung der Sonderstufe des Großkreuzes des Verdienstordens der Bundesrepublik Deutschland unterblieb, da Benedikt XVI. keine weltlichen Orden annahm.
Folgende Kompositionen wurden ihm gewidmet:
- Das klare, reine, weiße Licht, für Gesang-Solo, Flöte und Orgel, von Ludger Stühlmeyer (2006) zum 79. Geburtstag zugeeignet.
- Mottolied Wer glaubt, ist nie allein (Text: Hagen Horoba), für Chor (SATB), von Christian Dostal zum Papstbesuch in Bayern 2006 zugeeignet.
- Missa Solemnis – Tu es Petrus, für Chor und Orchester, von Wolfgang Seifen (2007) zum 80. Geburtstag zugeeignet.[269]
- Missa pro Papa, für Chor (SATB), Streicher und Orgel, von Wolfram Menschick (2009, im Juni 2010 im Eichstätter Dom uraufgeführt), Widmung: „Sancto Patri Benedicto XVI. dedicata“.
- Non quia dominamur, für Chor (SATB), Blechbläser, Pauken und Orgel von Christian Heiß (2011), als Geschenk der Deutschen Bischofskonferenz in Auftrag gegeben und beim Papstbesuch in Deutschland 2011 am 25. September 2011 überreicht.
- Vater unser, für Knabenstimme oder Countertenor und Streichquintett oder Streichorchester, von Arvo Pärt (2005/2013), Widmung: „Dem Heiligen Vater, Papst Benedikt XVI“.
- Mache dich auf, für Chor (SATB), Gemeinde, Schlagwerk und Orgel von Philipp Ortmeier (2017), Preisträgerstück des Kompositionswettbewerbs der Diözese Passau und der Stiftung Geburtshaus Papst Benedikt XVI. zu dessen 90. Geburtstag.[270]

## Schriften (Auswahl)

### Lehrschreiben

#### Enzykliken
- 2006: Deus caritas est („Gott ist Liebe“)
- 2007: Spe salvi („Auf Hoffnung hin [sind wir] gerettet“)
- 2009: Caritas in veritate („Die Liebe in der Wahrheit“)
- Die Enzyklika Lumen fidei („Licht des Glaubens“) wurde von Benedikt XVI. begonnen und von seinem Nachfolger Franziskus beendet. Benedikt „hatte eine erste Fassung einer Enzyklika über den Glauben schon nahezu fertig gestellt. […] In der Brüderlichkeit in Christus übernehme ich seine wertvolle Arbeit und ergänze den Text durch einige weitere Beiträge“, schrieb Franziskus in der Einleitung der Enzyklika, die er am 29. Juni 2013 unterzeichnete.

#### Apostolische Schreiben (Auswahl)
- Nachsynodales Apostolische Schreiben Sacramentum caritatis („Sakrament der Liebe“) über die Eucharistie – Quelle und Höhepunkt von Leben und Sendung der Kirche (22. Februar 2007). Hierin werden die Ergebnisse der XI. ordentlichen Vollversammlung der Bischofssynode, die vom 2. bis 23. Oktober 2005 im Vatikan stattfand, vorgestellt.
- Nachsynodales Apostolische Schreiben Verbum Domini über das Wort Gottes in Leben und Sendung der Kirche (30. September 2010). Hierin werden die Ergebnisse der XII. Ordentlichen Vollversammlung der Bischofssynode, die vom 5. bis zum 26. Oktober 2008 im Vatikan stattfand, vorgestellt.
- Nachsynodales Apostolisches Schreiben Africae munus über die Kirche in Afrika im Dienst der Versöhnung, der Gerechtigkeit und des Friedens (19. November 2011). Hierin werden die Ergebnisse der II. Sonderversammlung der Bischofssynode für Afrika, die vom 4. bis zum 25. Oktober 2009 im Vatikan stattfand, vorgestellt.
- Apostolische Konstitution Anglicanorum coetibus über die Errichtung von Personalordinariaten für Anglikaner, die in die volle Gemeinschaft mit der katholischen Kirche eintreten (4. November 2009)
- Motu proprio zur Approbation und Veröffentlichung des Kompendiums des Katechismus der Katholischen Kirche (28. Juni 2005)
- Motu proprio De aliquibus mutationibus in normis (26. Juni 2007)
- Motu proprio Summorum Pontificum (7. Juli 2007)
- Motu proprio Antiqua ordinatione (21. Juni 2008)
- Motu proprio Ecclesiae unitatem (2. Juli 2009)
- Motu proprio Omnium in mentem zur Änderung einiger Normen des Kodex des Kanonischen Rechts (26. Oktober 2009)
- Motu proprio Ubicumque et semper, mit dem der Päpstliche Rat zur Förderung der Neuevangelisierung errichtet wird (21. September 2010)
- Motu proprio über die Vorbeugung und Abwehr illegaler Aktivitäten im Bereich des Finanz- und Währungswesens (30. Dezember 2010).[271] Ausgangspunkt dieses Schreibens sind die Vorwürfe gegen das vatikanische Istituto per le Opere di Religione, der sog. Vatikanbank, wegen Geldwäsche. In diesem Apostolischen Schreiben legt der Papst internationale Standards für das Finanzwesen des Vatikans fest. Darüber hinaus soll der globalen Geldwäsche und einer möglichen Finanzierung des Terrorismus vorgebeugt werden. Er verfügt, dass zur Einhaltung und Überwachung der Gesetze eine „Autorität für Finanzinformation“, eine Art Aufsichtsbehörde, eingesetzt werden soll. Weiteres Ziel dieser Bestimmungen ist es, auf die „Weiße Liste“ der Organisation für wirtschaftliche Zusammenarbeit und Entwicklung zu gelangen. Diese Liste vereint die Staaten mit scharfen Kontrollen gegen illegale Finanzgeschäfte.[272]
- Motu proprio Porta fidei, mit dem ein Jahr des Glaubens 2012–2013 ausgerufen wurde (11. Oktober 2011)
- Motu proprio Latina lingua, mit dem die Päpstliche Akademie für die lateinische Sprache Pontificia Academia Latinitatis ad experimentum für die Dauer von fünf Jahren errichtet wurde (10. November 2012)

### Akademische und andere Veröffentlichungen (Auswahl)
Die Publikationen Ratzingers belaufen sich auf über 600 Titel. Vieles von seiner wissenschaftlichen Arbeit führte nicht unmittelbar zu eigenen Veröffentlichungen, fand aber seinen Niederschlag in unterschiedlichen Gremien, Kommissionen und kirchenamtlichen Dokumenten.
Einen umfassenden Überblick über Ratzingers Werk bis zu seiner Wahl zum Papst bietet eine im Augsburger Sankt Ulrich Verlag erschienene Bibliografie. Ein Großteil des Werkes Ratzingers wird ab 2008 vom Regensburger Institut Papst Benedikt XVI. im Herder Verlag in der auf 16 Bände angelegten Buchreihe Joseph Ratzinger: Gesammelte Schriften (JRGS) neu ediert. Hier folgt eine Auswahl von wichtigen Veröffentlichungen:
- Kurze Einführung in das Christentum überarbeitet für alle von Manfred Lütz. Kösel, München 2023, ISBN 978-3-466-37290-4.
- Der Papst der Bücher. Schlüsseltexte zum Denken Benedikts XVI. Hrsg. von Manuel Herder. Herder, Freiburg im Breisgau 2023.
- Benedikt XVI. Letzte Gespräche. Mit Peter Seewald. München, Droemer 2016, ISBN 978-3-426-27695-2 (Platz 1 der Spiegel-Bestsellerliste vom 24. bis zum 30. September 2016).
- Geistliche Schriftlesungen. Mit einem Geleitwort von Gerhard Ludwig Müller (Christliche Meister, Bd. 58). Ausgewählt, eingeleitet und herausgegeben von Julian R. Backes, Johannes Verlag Einsiedeln, Freiburg i. Brsg. 2014, 2. Auflage 2015, ISBN 978-3-89411-422-0.
- Kirchenlehrer der Neuzeit. Mit einem Vorwort von Daniel Eichhorn. Bonn, Lepanto Verlag 2012, ISBN 978-3-942605-04-5.
- Jesus von Nazareth (Trilogie über die Gestalt und Botschaft Jesu Christi), Herder, Freiburg im Breisgau – Basel – Wien, 2007–2012 (Band I: Platz 1 der Spiegel-Bestsellerliste vom 30. April bis zum 20. Mai 2007, Band II: Platz 1 der Spiegel-Bestsellerliste vom 21. März bis zum 3. April 2011, Band III: Platz 1 der Spiegel-Bestsellerliste vom 3. bis zum 9. Dezember 2012).
- Licht der Welt. Der Papst, die Kirche und die Zeichen der Zeit. Ein Gespräch mit Peter Seewald, Herder, Freiburg i. Brsg. 2010, ISBN 978-3-451-32537-3.
- Kirchliche Bewegungen und neue Gemeinschaften – Unterscheidungen und Kriterien. Neue Stadt, 2007, ISBN 978-3-87996-710-0.
- Glaube und Zukunft. Kösel, München 2007, ISBN 978-3-466-36753-5.
- Glaube und Vernunft. Die Regensburger Vorlesung. Mit Kommentierungen von Gesine Schwan, Adel Theodor Khoury, Karl Lehmann, Herder Verlag, Freiburg im Brsg. 2007, ISBN 978-3-451-29597-3.
- Eschatologie – Tod und ewiges Leben. 2. Auflage, Pustet, Regensburg 2007, ISBN 978-3-7917-2070-8.
- Der Gott Jesu Christi. Betrachtungen über den Dreieinigen Gott. Kösel-Verlag, 2006, ISBN 3-466-36716-6.
- Wo war Gott? – Die Rede in Auschwitz. Herder, Freiburg im Brsg. 2006, ISBN 978-3-451-29368-9.
- Wort Gottes – Schrift, Tradition, Amt. Herder, Freiburg im Brsg. 2005, ISBN 3-451-28909-1.
- Werte in Zeiten des Umbruchs. Herder, Freiburg i. Brsg. 2005, ISBN 3-451-05592-9.
- Der Gott des Glaubens und der Gott der Philosophen. Ein Beitrag zum Problem der theologia naturalis. Hrsg. und mit einem Nachwort versehen von Heino Sonnemans. Paulinus, Trier 2004, 3. Auflage 2006, ISBN 978-3-7902-2044-5.
- Unterwegs zu Jesus Christus. Augsburg 2003, ISBN 3-936484-21-X.
- Glaube – Wahrheit – Toleranz. Das Christentum und die Weltreligionen. 2. Auflage, Herder, Freiburg i. Brsg. 2003, ISBN 3-451-28110-4.
- Stephan Otto Horn, Vinzenz Pfnür (Hrsg.): Gott ist uns nah. Eucharistie: Mitte des Lebens. Augsburg 2001, ISBN 3-929246-69-4.
- Gott und die Welt. Glauben und Leben in unserer Welt. Ein Gespräch mit Peter Seewald. Köln 2000, ISBN 3-426-77592-1.
- Der Geist der Liturgie. Eine Einführung. 4. Auflage, Freiburg i. Brsg. 2000, ISBN 3-451-27247-4.
- Aus meinem Leben. (1927–1977). Stuttgart 1998, ISBN 3-453-16509-8.
- Vom Wiederauffinden der Mitte. Texte aus vier Jahrzehnten. Freiburg i. Brsg. 1997, ISBN 3-451-26417-X.
- Im Anfang schuf Gott. Vier Predigten über Schöpfung, Fall und Konsequenzen des Schöpfungsglaubens. Johannes, Neuausg. 1996, ISBN 3-89411-334-0.
- Salz der Erde. Christentum und katholische Kirche an der Jahrtausendwende. Ein Gespräch mit Peter Seewald. Wilhelm Heyne Verlag, München 1996, ISBN 3-453-14845-2; Taschenbuchausgabe ebenda 1998.
- Das Fest des Glaubens. Versuche über die kirchliche Liturgie. 3. Auflage, Johannes, Einsiedeln 1993, ISBN 3-89411-199-2.
- Wahrheit, Werte, Macht. Prüfsteine der pluralistischen Gesellschaft. Freiburg/Basel/Wien 1993, ISBN 3-7820-0812-X.
- Das Fest des Glaubens. Versuche zur Theologie des Gottesdienstes. 3. Auflage, Johannes, Einsiedeln 1993, ISBN 3-89411-199-2.
- Zur Gemeinschaft gerufen. Kirche heute verstehen. Freiburg/Basel/Wien 1991, ISBN 3-451-22299-X.
- Auf Christus schauen. Einübung in Glaube, Hoffnung, Liebe. Freiburg/Basel/Wien 1989, ISBN 3-451-21481-4.
- Abbruch und Aufbruch. Die Antwort des Glaubens auf die Krise der Werte. München 1988, ISBN 3-597-30061-8.
- Liturgie und Kirchenmusik. Vortrag zur Eröffnung des VIII. Internationalen Kongresses für Kirchenmusik in Rom im Europäischen Jahr der Musik am 17. November 1985 (Reden zur Musik). Sikorski, H, 1987, ISBN 3-920880-23-4.
- Kirche, Ökumene und Politik. Neue Versuche zur Ekklesiologie [Robert Spaemann zum 60. Geburtstag zugeeignet]. Johannes, Einsiedeln 1987, ISBN 3-89411-201-8.
- Politik und Erlösung. Zum Verhältnis von Glaube, Rationalität und Irrationalem in der sogenannten Theologie der Befreiung (Rheinisch-Westfälische Akademie der Wissenschaften: G (Geisteswissenschaften), Band 279). Opladen 1986, ISBN 3-531-07279-X.
- Das neue Volk Gottes. Entwürfe zur Ekklesiologie. Patmos, Düsseldorf 1984, ISBN 3-491-71001-4.
- Die Krise der Katechese und ihre Überwindung. Rede in Frankreich. Mit Reden v. Ryan, Dermot J; Danneels, Gotfried; Macharski, Franciszek (Sammlung Kriterien, 00064). Johannes, Einsiedeln 1983, ISBN 3-89411-200-X.
- Glaube, Erneuerung, Hoffnung. Theologisches Nachdenken über die heutige Situation der Kirche. Hrsg. von Kraning, Willi. Leipzig 1981.
- Umkehr zur Mitte. Meditationen eines Theologen. Leipzig 1981.
- Zum Begriff des Sakramentes (Eichstätter Hochschulreden, Band 79). München 1979.
- Die Tochter Zion. Betrachtungen über den Marienglaube der Kirche. Einsiedeln 1977.
- Dogma und Verkündigung. Erich Wewel Verlag, München 1973, 3. Auflage 1973, Donauwörth 5. Auflage 2005, ISBN 3-87904-050-8.
- als Hrsg. mit H. Rossmann: Mysterium der Gnade. Festschrift für Johann Auer. 1975.
- Die Einheit der Nationen. Eine Vision der Kirchenväter. Bücherei der Salzburger Hochschulwochen. Salzburg unter anderem 1971.
- Memorandum zur Zölibatsdiskussion, gemeinsam mit unter anderem Walter Kasper, Karl Lehmann, Karl Rahner, Rudolf Schnackenburg vom 9. Februar 1970.
- Zur Theologie der Ehe, Vortrag im Ökumenischen Arbeitskreis katholischer und evangelischer Theologen (ÖAK) 1968, veröffentlicht durch den ÖAK 1969 in Theologie der Ehe, S. 81 ff., Pustet Regensburg und Vandenhoeck & Ruprecht Göttingen.
- Einführung in das Christentum. Vorlesungen über das Apostolische Glaubensbekenntnis. Kösel, München 1968, ISBN 3-466-20089-X.
- Das Problem der Dogmengeschichte in der Sicht der katholischen Theologie. Arbeitsgemeinschaft für Forschungen des Landes Nordrhein-Westfalen: Geisteswissenschaften, Band 139. Köln unter anderem 1966.
- Die sakramentale Begründung christlicher Existenz. Freising-Meitingen, 1966.
- Vom Sinn des Christseins, Drei Predigten. Kösel Verlag, 1966.
- Die letzte Sitzungsperiode des Konzils (Konzil, Band 4). Köln 1966.
- Ergebnisse und Probleme der dritten Konzilsperiode (Konzil, Band 3). Köln 1965.
- Das Konzil auf dem Weg. Rückblick auf die 2. Sitzungsperiode des Zweiten Vatikanischen Konzils (Konzil, Band 2). Bachem, Köln 1964.
- Die erste Sitzungsperiode des Zweiten Vatikanischen Konzils. Ein Rückblick (Konzil, Band 1). Köln 1963.
- Die christliche Brüderlichkeit. München 1960 (Neuauflage Kösel-Verlag, 2006, ISBN 3-466-36718-2).
- Die Geschichtstheologie des heiligen Bonaventura. Habilitationsschrift, München 1959 (eingereichte Fassung = 2. Teil der Originalfassung. Neuauflage: EOS Verlag, St. Ottilien 1992, ISBN 3-88096-081-X).
- Offenbarung und Heilsgeschichte nach der Lehre des heiligen Bonaventura. Habilitationsschrift (Originalfassung), 1955. In: Joseph Ratzinger Gesammelte Schriften, Band 2. Offenbarungsverständnis und Geschichtstheologie Bonaventuras, Herder, Freiburg i. Brsg. 2009, ISBN 978-3-451-30130-8.
- Volk und Haus Gottes in Augustins Lehre von der Kirche, Dissertationsschrift, München 1954 (Neuauflage: EOS Verlag, St. Ottilien 2005, ISBN 3-88096-207-3, Münchner theologische Studien 2/7; Neuveröffentlichung in: Joseph Ratzinger Gesammelte Schriften, Band 1, Herder, Freiburg i. Brsg. 2011, ISBN 978-3-451-34053-6).

### Zur Biografie
- Joseph Ratzinger (autobiografisch): Aus meinem Leben. (1927–1977). Stuttgart 1998, ISBN 3-453-16509-8.

- Georg Gänswein: Nichts als die Wahrheit. Mein Leben mit Benedikt XVI. Verlag Herder, Freiburg im Breisgau 2023, ISBN 978-3-451-39603-8.
- Christian Feldmann: Benedikt XVI. Sein Leben, sein Denken, seine Botschaft. Pustet, Regensburg 2023, ISBN 978-3-7917-3074-5.
- Peter Seewald: Benedikt XVI. Ein Leben. Droemer, München 2020, ISBN 978-3-426-27692-1.
- Elio Guerriero: Benedikt XVI. Die Biografie. Herder, Freiburg 2018, ISBN 978-3-451-37832-4.
- Alexander Kissler: Papst im Widerspruch: Benedikt XVI. und seine Kirche 2005–2013. Pattloch 2013, ISBN 978-3-629-02215-8.
- Hans Langendörfer: Danke Benedikt. Sein Leben, sein Pontifikat, sein Rücktritt. Verlag Herder, Freiburg im Breisgau 2013, ISBN 978-3-451-33407-8.
- Karl Kardinal Lehmann: „Wo Gott ist, da ist Zukunft“. Zum Abschied von Papst Benedikt XVI. vom Dienst des Nachfolgers Petri. Bischöfliche Kanzlei, Mainz 2013.
- Paul-Henri Campbell: Papst Benedikt XVI. Hörbuch. Monarda Publishing House, 2012, ISBN 3-939513-80-6.
- Georg Ratzinger (mit Michael Hesemann): Mein Bruder, der Papst. Herbig, München 2011, ISBN 978-3-7766-2678-0.
- Alan Posener: Benedikts Kreuzzug. Der Angriff des Vatikans auf die moderne Gesellschaft. Ullstein, Berlin 2009, ISBN 978-3-550-08793-6.
- Stephan Kulle: Papa Benedikt: Die Welt des deutschen Papstes. Fischer, Frankfurt 2007, ISBN 978-3-596-17557-4.
- John L. Allen Jr: The rise of Benedict XVI. The inside story of how the pope was elected and what it means for the world. Image, 2006, ISBN 978-0-385-51321-0.
- Christian Feldmann: Papst Benedikt XVI. Eine kritische Biographie., Rowohlt Verlag, Reinbek 2006, ISBN 3-498-02115-X.
- Peter Seewald: Benedikt XVI. Leben und Auftrag. Weltbild, Augsburg 2006, ISBN 978-3-89897-474-5.
- Heinz-Joachim Fischer: Benedikt XVI. Ein Porträt. 2. Auflage Herder, Freiburg 2005, ISBN 978-3-451-27681-1.
- Horst Herrmann: Benedikt XVI. Der neue Papst aus Deutschland. Berlin 2005, ISBN 3-7466-2210-7.
- Alexander Kissler: Der deutsche Papst. Benedikt XVI. und seine schwierige Heimat. Herder, Freiburg 2005, ISBN 978-3-451-28867-8.
- Klaus-Rüdiger Mai: Benedikt XVI. Joseph Ratzinger: sein Leben – sein Glaube – seine Ziele. Lübbe, 2005, ISBN 978-3-7857-2236-7.
- Johannes Reiter: Wissenschaftler – Hochschullehrer – Papst: Ein Porträt Benedikts XVI. In: Forschung & Lehre 2005; 12: 374–375. A 7.
- Helmut S. Ruppert: Benedikt XVI. Der Papst aus Deutschland. 2. Auflage Echter, Würzburg 2005, ISBN 978-3-429-02744-5.
- Peter Seewald: Benedikt XVI. Ein Porträt aus der Nähe. Ullstein, Berlin 2005, ISBN 978-3-550-07833-0.
- John L. Allen Jr: Cardinal Ratzinger. The Vatican’s enforcer of the faith. Continuum, New York 2000. Englisch: ISBN 0-8264-1361-7, deutsch: ISBN 3-491-72457-0.
- Karl Wagner: Kardinal Ratzinger. Der Erzbischof in München und Freising in Wort und Bild. Pfeiffer, München 1977, ISBN 978-3-7904-0253-7.

### Theologie und Glaubensdiskussion
- Klaus Berger (†): Der Gelehrte der Bibel. Benedikt XVI. hat die Heilige Schrift fruchtbar gemacht und genutzt wie kaum ein anderer, zumal wie kein Papst vor ihm. In: Die Tagespost, Ausgabe vom 12. Januar 2023, S. 9–10. [Quasi-Nachruf]
- Maximilian H. Heim: Joseph Ratzinger – Kirchliche Existenz und existenzielle Theologie unter dem Anspruch von Lumen gentium. 3. Auflage, (Diss.), Peter Lang, Frankfurt 2014, ISBN 978-3-631-64956-5.
- Kurt Koch: Bund zwischen Liebe und Vernunft. Zum theologischen Erbe von Papst Benedikt XVI. Herder, Freiburg 2016, ISBN 978-3-451-37533-0.
- Josef Kreiml: Christliche Antworten auf die Fragen der Gegenwart: Grundlinien der Theologie bei Papst Benedikt XVI. Pustet, Regensburg 2010, ISBN 3-7917-2295-6.
- Peter Kuhn (Hrsg.): Gespräch über Jesus. Papst Benedikt XVI. im Dialog mit Martin Hengel und Peter Stuhlmacher, Verlag Mohr Siebeck, Tübingen 2010, ISBN 978-3-16-150441-9.
- Aidan Nichols OP: The Theology of Joseph Ratzinger. An Introductory Study. T & T Clark, Edinburgh 1988, ISBN 0-567-29148-0.
- Achim Pfeiffer: Religion und Politik in den Schriften Papst Benedikt XVI. – Die politischen Implikationen von Joseph Ratzinger. Tectum, Marburg 2007, ISBN 978-3-8288-9227-9.
- Christoph Raedel (Hrsg.): »Mitarbeiter der Wahrheit«. Christuszeugnis und Relativismuskritik bei Joseph Ratzinger/Benedikt XVI. aus evangelischer Sicht. Brunnen Verlag, Gießen und Edition Ruprecht, Göttingen 2013, ISBN 978-3-8469-0168-7.
- Tracey Rowland: Ratzinger’s Faith. The Theology of Pope Benedict XVI, Oxford University Press 2008.
- Wigand Siebel: Zur Philosophie und Theologie Joseph Ratzingers. Saka, Saarbrücken 2005, ISBN 3-928198-03-3.
- Norbert Sommer, Thomas Seiterich (Hrsg.): Rolle rückwärts mit Benedikt: Wie ein Papst die Zukunft der Kirche verbaut. Publik-Forum, 1. Auflage, Oberursel 2009, ISBN 3-88095-189-6.
- Werner Thiede (Hrsg.): Der Papst aus Bayern: protestantische Wahrnehmungen. Leipzig 2010, ISBN 978-3-374-02751-4.
- Hansjürgen Verweyen: Joseph Ratzinger – Benedikt XVI.: die Entwicklung seines Denkens. Darmstadt: Wissenschaftliche Buchgesellschaft; Primus 2007, ISBN 978-3-89678-587-9.
- Hansjürgen Verweyen: Ein unbekannter Ratzinger. Die Habilitationsschrift von 1955 als Schlüssel zu seiner Theologie. Pustet, Regensburg 2010, ISBN 978-3-7917-2286-3.
- Ralph Weimann: Dogma und Fortschritt bei Joseph Ratzinger. Prinzipien der Kontinuität. Paderborn 2012, ISBN 978-3-506-77375-3.
- Thomas Weiler: Volk Gottes - Leib Christi. Die Ekklesiologie Joseph Ratzingers und ihr Einfluss auf das Zweite Vatikanische Konzil. Mit einem Geleitwort von Joseph Kardinal Ratzinger. Grünewald, Mainz 1997, ISBN 3-7867-1988-8.

### Philosophie und Politik/Kultur-Analyse
- Hans Albert: Joseph Ratzingers Rettung des Christentums: Beschränkungen des Vernunftgebrauchs im Dienste des religiösen Glaubens, Aschaffenburg 2008, ISBN 978-3-86569-037-1.
- Fernando Mires: El pensamiento de Benedicto XVI, 2. Auflage Libros de la Araucaria, Buenos Aires 2007, ISBN 978-987-1300-09-9.
- Thomas Söding (Hrsg.): Zu Bethlehem geboren? Das Buch Benedikts XVI. im Blickpunkt der Wissenschaft. Verlag Herder, Freiburg 2013, ISBN 978-3-451-30768-3.
- Ratzinger Funktion. Aufsätze von Thomas Meinecke, Barbara Vinken, Bettine Menke, Slavoj Žižek, Jochen Hörisch, Dietmar Dath, Felix Ensslin. Edition suhrkamp 2466, Frankfurt am Main 2006.

### Weitere Themen
- Doris Reisinger, Christoph Röhl: Nur die Wahrheit rettet – Der Missbrauch in der katholischen Kirche und das System Ratzinger. Piper, München 2021, ISBN 978-3-492-07069-0.

## Filme
2019 wurden der Dokumentarfilm Verteidiger des Glaubens von Christoph Röhl und der Spielfilm Die zwei Päpste veröffentlicht, in dem Benedikt XVI. von Anthony Hopkins dargestellt wird. Hopkins erhielt für diese Rolle eine Oscarnominierung als bester Nebendarsteller.
2021 erschien der Dokumentarfilm Benedikt XVI – Der emeritierte Papst von Andrés Garrigó, eine spanische Produktion.
Zu seinem Todestag, 31. Dezember 2022, zeigte das ZDF einen Dokumentarfilm (58 min.) von Jürgen Erbacher „Papst Benedikt XVI. - Ein Leben“.

### Von Joseph Ratzinger
- Rede Papst Benedikts XVI. im Deutschen Bundestag am 22. September 2011 (Wortlaut) auf der Internetseite des Deutschen Bundestages. Rede von Papst Benedikt XVI. im Deutschen Bundestag auf YouTube
- Der Papst privat auf YouTube, (Video, 14:57 min). Dokumentation des Bayerischen Rundfunks über einen Tagesablauf Benedikts XVI. (2007), ausgestrahlt im Sender Phoenix am 27. Juli 2008
- Audioaufnahmen mit Joseph Ratzinger vulgo Papst Benedikt XVI. im Onlinearchiv der Österreichischen Mediathek (Interviews, Diskussionen, Radiobeiträge)
- Benedikt XVI.: Die Kirche und der Skandal des sexuellen Missbrauchs. April 2019
- Brief des emeritierten Papstes Benedikt XVI. zum Missbrauchsbericht des Erzbistums München und Freising, 6. Februar 2022
- Das geistliche Testament Papst Benedikts XVI., veröffentlicht am 29. August 2006

### Über Ratzingers Werk
- Literatur von und über Benedikt XVI. im Katalog der Deutschen Nationalbibliothek
- Werke von und über Benedikt XVI. in der Deutschen Digitalen Bibliothek
- Das Werk: Bibliografisches Hilfsmittel zur Erschließung des literarisch-theologischen Werkes von Joseph Ratzinger bis zur Papstwahl. (PDF; 2,6 MB) Schülerkreis

### Über die Person Joseph Ratzinger / Papst Benedikt
- Eintrag zu Benedikt XVI. auf catholic-hierarchy.org
- Regina Haunhorst: Joseph A. Ratzinger. Tabellarischer Lebenslauf im LeMO (DHM und HdG)
- Webseite des Vatikans zu Benedikt XVI. mit Dokumenten und einer Kurzbiografie
- Franz Norbert Otterbeck: Stimmen zum Papst. In: Die Politische Meinung, Nr. 455, Oktober 2007, S. 72–74 (Sammelbesprechung von vier Büchern zu Denken und Wirken Benedikts XVI., PDF, 730 kB)